# Arche de Noé
Pour les articles homonymes, voir L'Arche de Noé.
 (mai 2016).

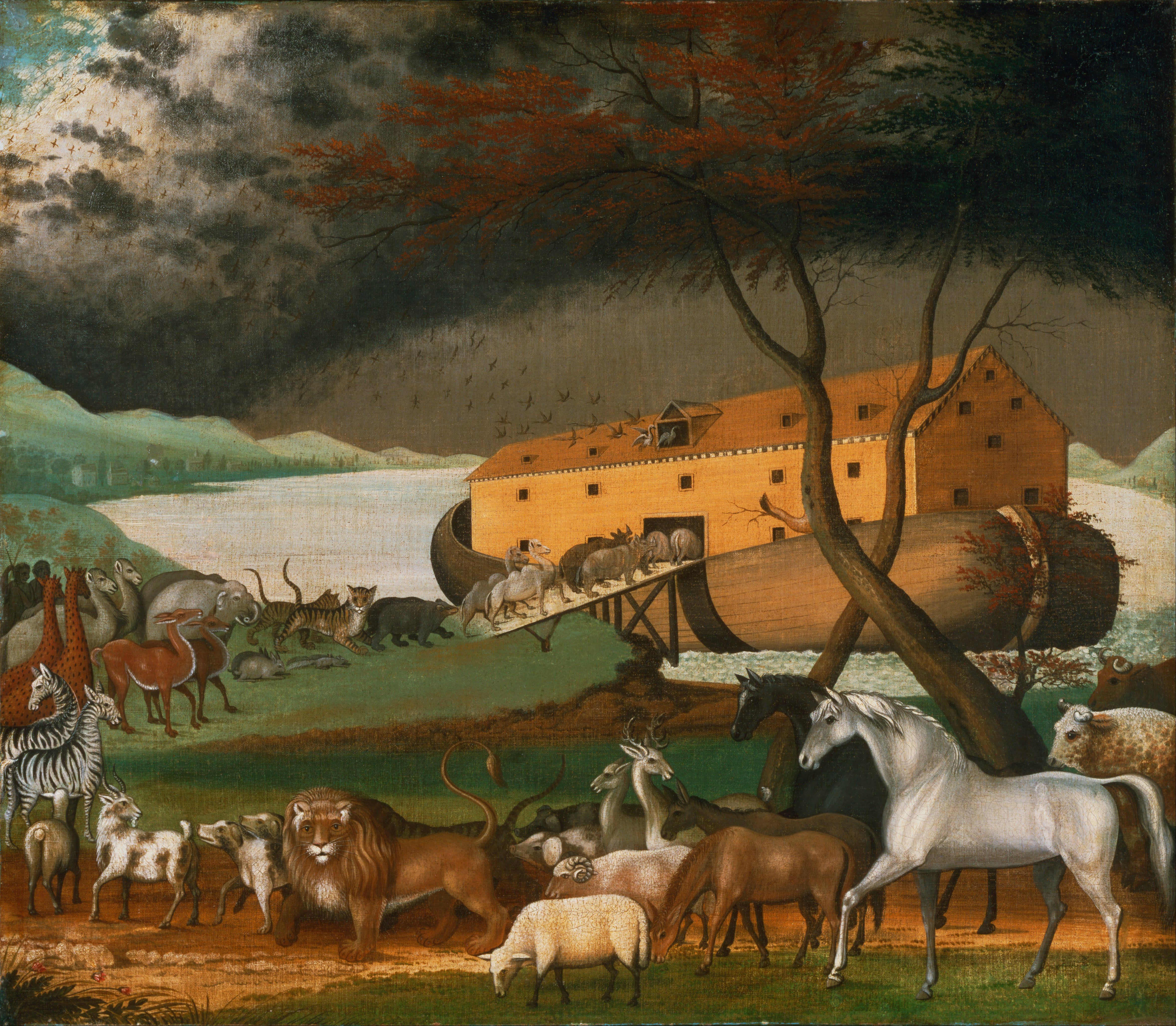
L'Arche de Noé. Tableau d'Edward Hicks (1846).

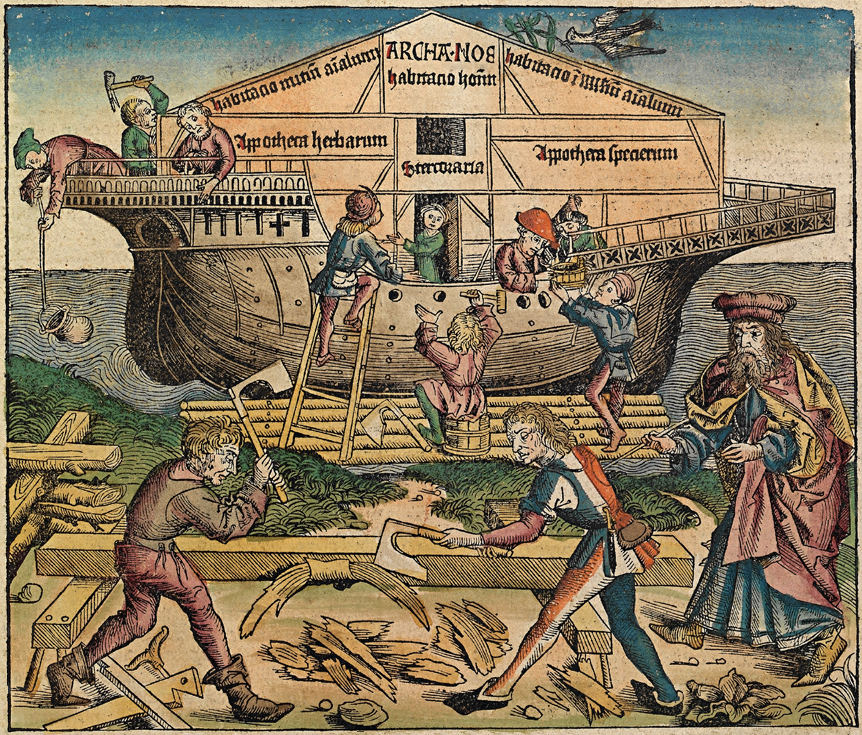
Représentation par un artiste de la construction de l'Arche dans La Chronique de Nuremberg (1493).

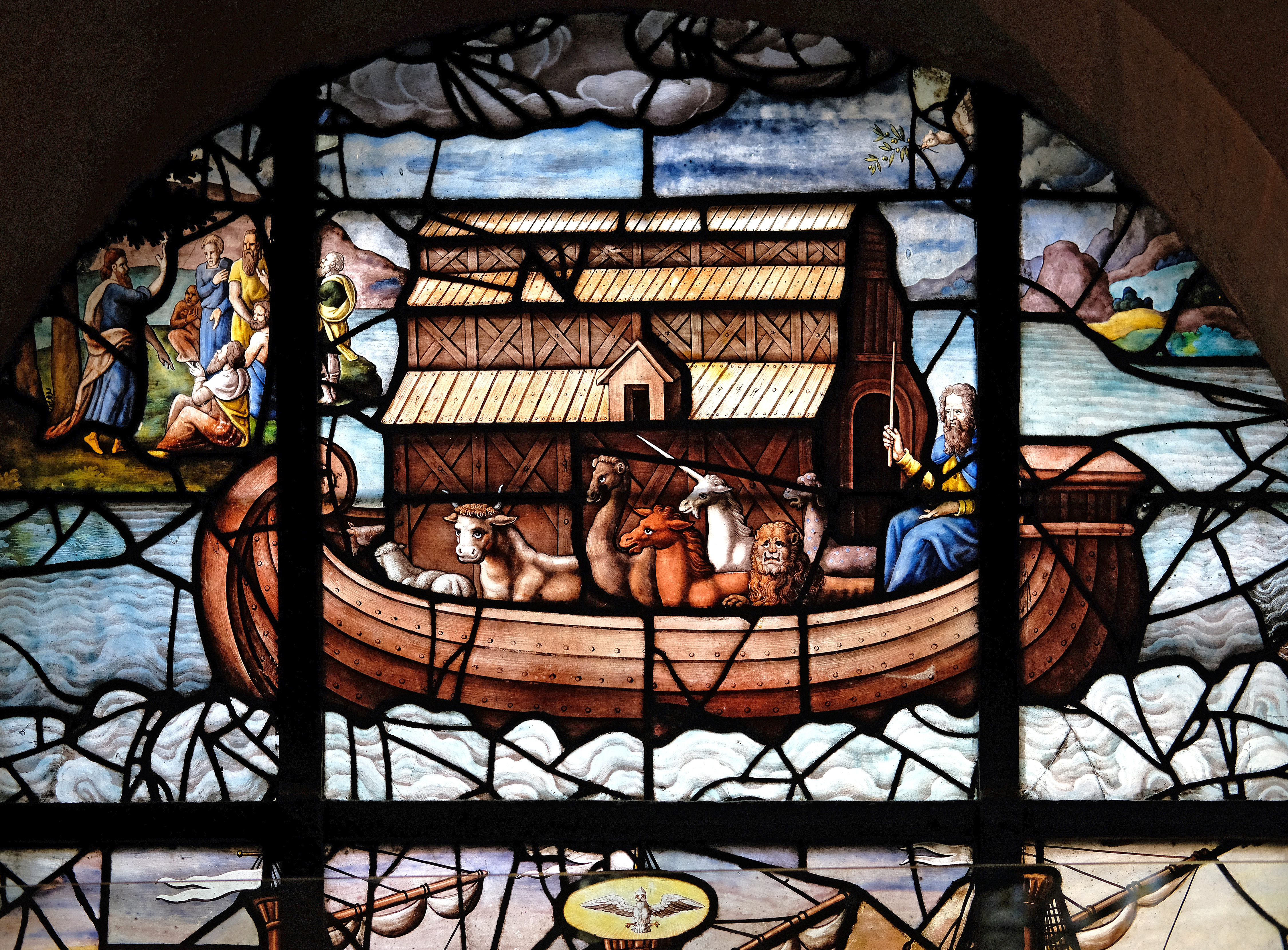
Détail du vitrail de la fin du XVIe siècle L'Arche de Noé (église Saint-Étienne-du-Mont, Paris).

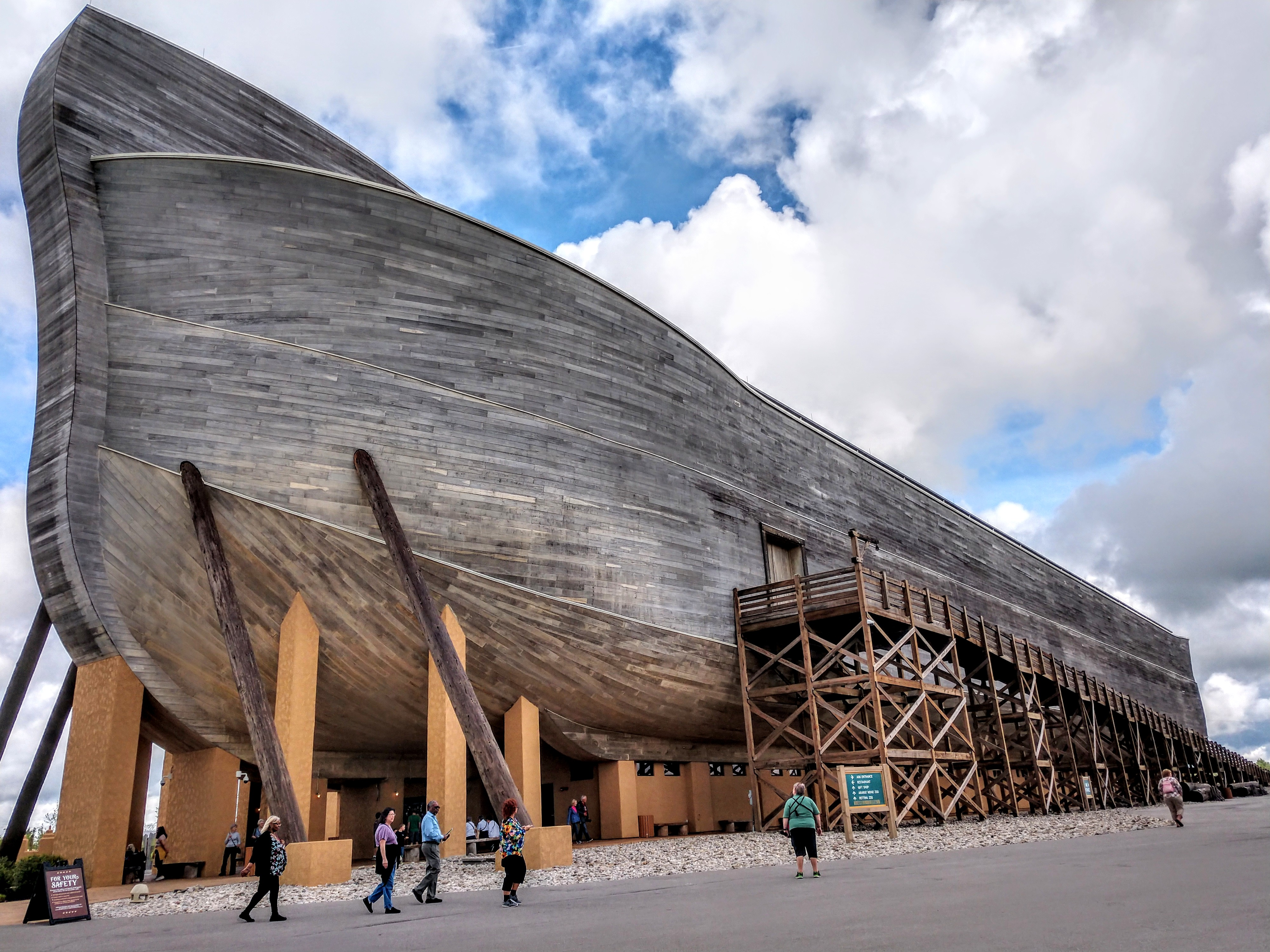
L'en, créé par l'association créationniste Answers in Genesis, est censé être une réplique de l'arche de Noé contenant des animaux empaillés.

L’arche de Noé est, d'après la Bible, un navire construit sur l'ordre de Dieu afin de sauver Noé, sa famille (sa femme, ses trois fils ainsi que leurs épouses) et ainsi qu'un couple (ou sept couples) de toutes les espèces animales pour les sauver du Déluge sur le point d'advenir.
L'histoire figure dans le livre de la Genèse, du chapitre 6 au chapitre 9, correspondant à la Parasha Noah. Noé est souvent mentionné dans le Coran, particulièrement dans la sourate 11, intitulée « Houd », des versets 27 à 51.

## Étymologie du terme arche
L'arche de Noé et la caisse dans laquelle Yokébed expose Moïse sur le Nil viennent de l'hébreu : תֵּבָה, tevah. L'Arche d'alliance qu'abriteront successivement le tabernacle de l'exode puis le Saint des saints du Temple de Jérusalem vient de l'hébreu : אָרוֹן, ’arôn. Les deux termes hébreux ont été traduits dans la Vulgate par un terme latin unique arca signifiant meuble, armoire, caisse, coffre, mais aussi sarcophage, bière, cercueil.
Tevah est un mot probablement emprunté de l'égyptien, soit de db’t signifiant sanctuaire, sarcophage, ou de tbt avec le sens de coffre.

## Présentation
Selon l'hypothèse documentaire, cette partie de la Genèse se fonde sur deux sources anciennes quasiment indépendantes l'une de l'autre, et n'a atteint sa forme définitive que vers le Ve siècle av. J.-C. Ce processus de consolidation graduelle permettrait d'expliquer les confusions et les répétitions du texte. Certains fondamentalistes bibliques, qui rejettent cette analyse, tiennent l'histoire de l'Arche de Noé pour véritable, affirmant qu'elle n'a qu'un seul et unique auteur et que toute incohérence apparente peut s'expliquer rationnellement. Les plus convaincus ont tiré de cette posture une série de déductions très variées sur la taille du bateau, son matériau de construction ou encore la date précise du Déluge.[réf. souhaitée]

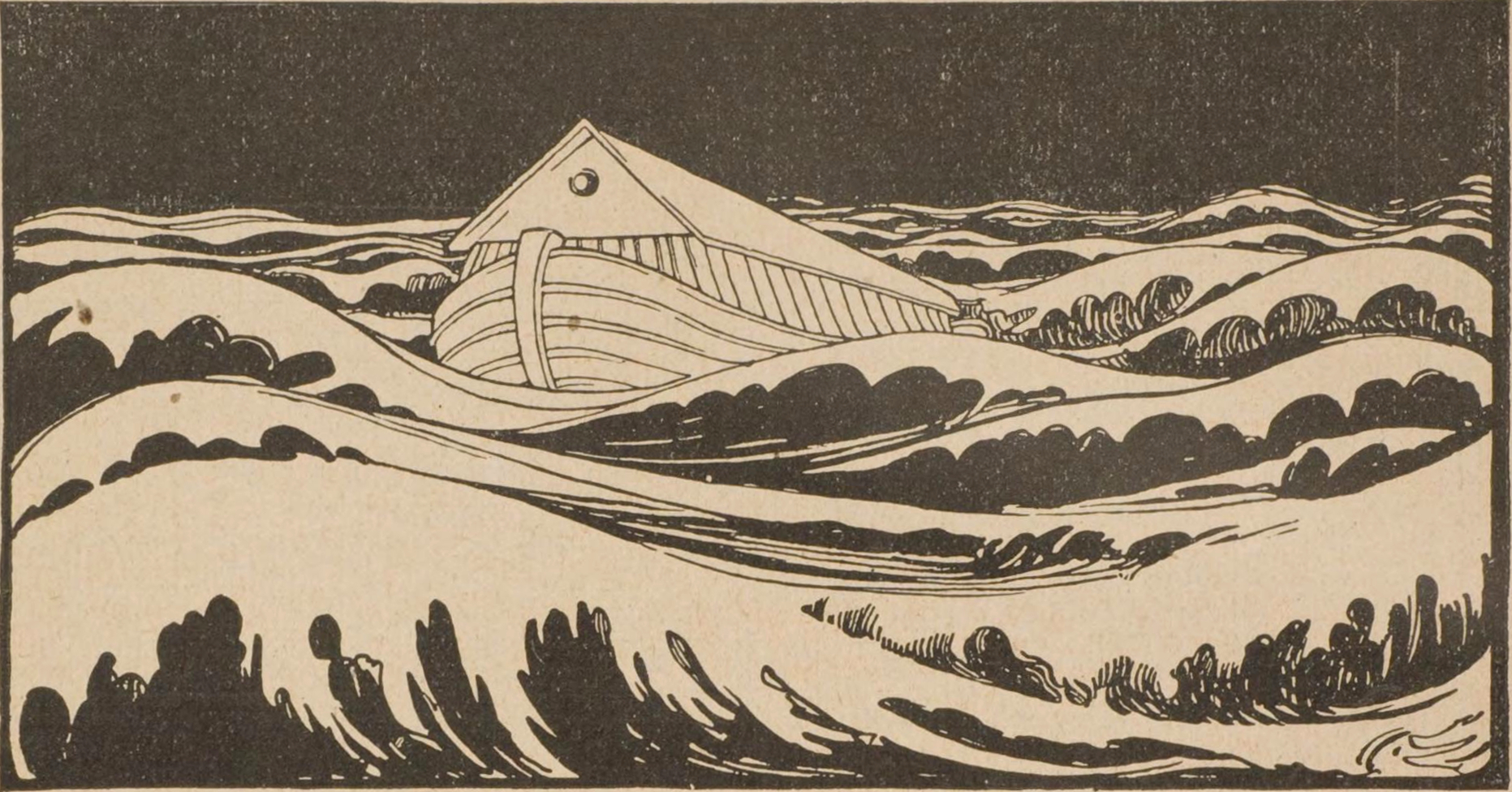
L'arche de Noé par Ephraim Moses Lilien (1914).

Les récits bibliques de l'arche de Noé présentent des similitudes avec un mythe mésopotamien décrit dans le Poème du Supersage datant du XVIIe siècle av. J.-C., dans la légende de Ziusudra qui pourrait elle aussi dater de la fin du XVIIe siècle av. J.-C., puis repris au XIIe siècle av. J.-C. au plus tard dans la version assyro-babylonienne « standard » de l'Épopée de Gilgamesh, mythe qui raconte comment un Sage appelé Atrahasis, Ziusudra ou Uta-Napishtim selon les différentes versions du mythe, fut invité par le dieu Enki/Ea à construire un navire, dans lequel il pourrait échapper au déluge envoyé par l'assemblée des grands dieux. D'autres versions, d'une ressemblance plus approximative, peuvent se retrouver dans de nombreuses cultures à travers le monde. L'histoire de l'arche a fait l'objet par les religions abrahamiques d'interprétations abondantes, mêlant raisonnements théoriques, problèmes pratiques et considérations allégoriques : les commentateurs, ainsi, pouvaient aussi bien se poser la question de la gestion du fumier que celle de l'arche comme première incarnation d'une Église offrant le salut à l'humanité.[réf. souhaitée]
Dès le début du XVIIIe siècle, le développement de la biogéographie en tant que science naturelle réduisit progressivement le nombre de personnes prêtes à soutenir une interprétation littérale de l'aventure de Noé. Les fondamentalistes bibliques, cependant, continuent à parcourir la région du mont Ararat au nord-est de la Turquie (auparavant d'Arménie occidentale), là où la Bible dit que l'arche de Noé se serait échouée à la fin de son périple. D'après le Coran, elle se serait plutôt établie sur le mont Djoudi[réf. souhaitée].

## Récit

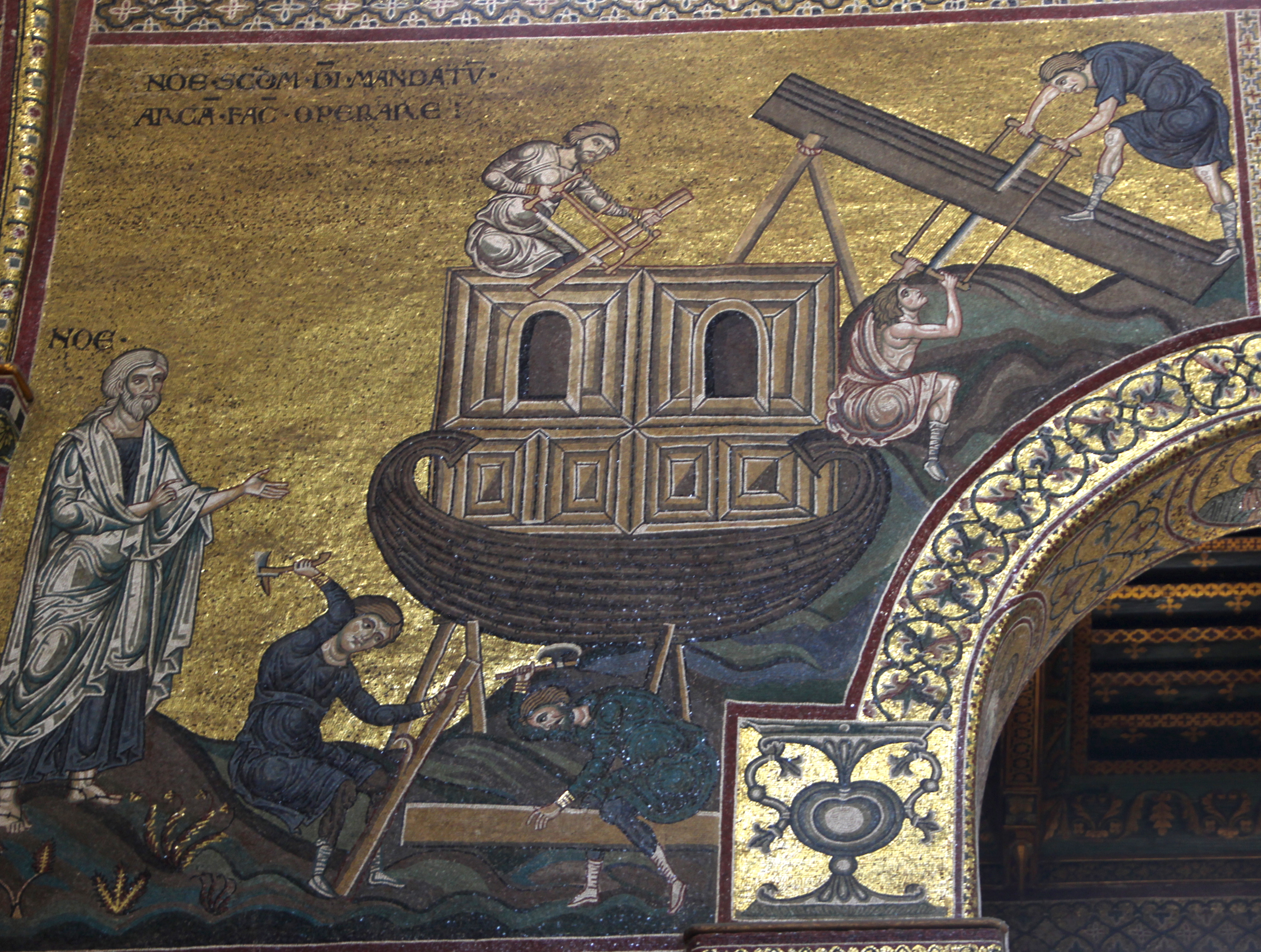
Construction de l'arche. Cathédrale de Monreale (début XIIIe siècle)

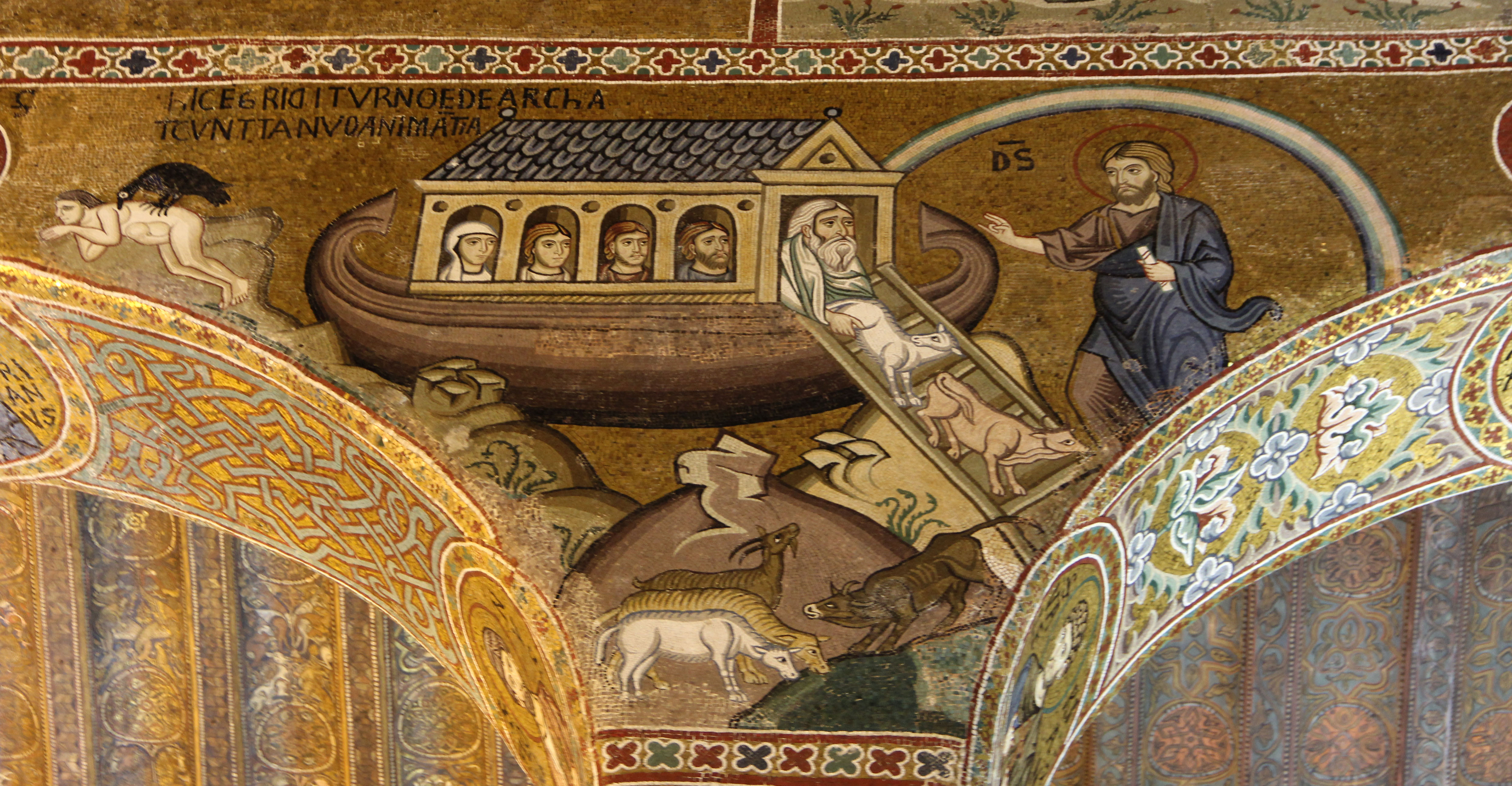
Sortie de l'arche. Chapelle palatine de Palerme (fin XIIe siècle)

L'histoire de l'arche de Noé, d'après les chapitres 6 à 9 du livre de la Genèse, commence lorsque Dieu observe la méchanceté et la perversité des hommes, et décide de faire tomber un déluge sur la Terre pour y détruire toute vie, « depuis l'homme, jusqu'aux bestiaux, aux bestioles et aux oiseaux du ciel ». Un homme, Noé, trouve toutefois grâce aux yeux de Dieu, car il apparaît « juste, intègre parmi ses contemporains et il marchait avec Dieu ». Il est choisi, dans ces conditions, pour survivre et perpétuer sa lignée. Dieu, pour cette raison, dit à Noé de construire une arche et rentre dans des spécifications très précises :

« Fais-toi une arche en bois résineux, tu la feras en roseaux et tu l'enduiras de bitume en dedans et en dehors. Voici comment tu la feras : trois cents coudées pour la longueur de l'arche, cinquante coudées pour sa largeur, trente coudées pour sa hauteur. Tu feras à l'arche un toit et tu l'achèveras une coudée plus haute, tu placeras l'entrée de l'arche sur le côté et tu feras un premier, un second et un troisième étage »

— Genèse 6 : 14 ~ 16
Ces mesures correspondent à une grande barge sans mât, d'environ 137 mètres de long, 23 mètres de large et 14 mètres de haut. Dans le passage suivant, Dieu dit à Noé d'engranger des vivres dans l'embarcation, puis d'emmener avec lui sa femme, ses fils Sem, Cham et Japhet ainsi que les épouses de ces derniers, sans oublier des spécimens de toutes les espèces animales existantes :

« Entre dans l'arche, toi et toute ta famille, car je t'ai vu seul juste à mes yeux parmi cette génération. De tous les animaux purs, tu prendras sept paires, le mâle et la femelle; des animaux qui ne sont pas purs, tu prendras un couple, le mâle et la femelle et aussi des oiseaux du ciel, sept paires, le mâle et la femelle, pour perpétuer la race sur toute la terre. Car encore sept jours et je ferai pleuvoir sur la terre pendant quarante jours et quarante nuits et j'effacerai de la surface du sol tous les êtres que j'ai faits »

— Genèse 7 : 1 ~ 4

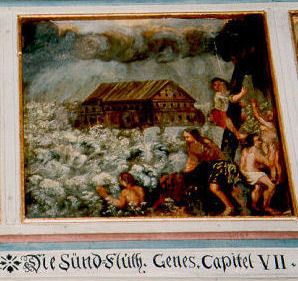
Peinture d'une église luthérienne près de Bamberg, en Haute-Franconie : à l'arrivée des eaux, seuls les êtres vivants réfugiés sur l'arche de Noé purent survivre, et tous les autres trouvèrent la mort (Genèse 7:21).

Une fois l'arche terminée, Noé monta à bord avec toute sa famille et les animaux, et « ce jour-là jaillirent toutes les sources du grand abîme et les écluses du ciel s'ouvrirent ». La pluie tomba ensuite sans discontinuer sur la terre pendant quarante jours et quarante nuits. Les eaux finirent par couvrir même les plus hautes montagnes, qu'elles dépassèrent de plus de quinze coudées. Toutes les créatures vivantes s'éteignirent, et seuls Noé et les siens purent survivre.
Finalement, au bout d'environ 220 jours de navigation, l'arche vint s'échouer sur les monts d'Ararat, et les eaux refluèrent encore quarante autres journées avant qu'apparaissent les sommets des montagnes. Noé décida alors d'envoyer en éclaireur un corbeau, « qui alla et vint en attendant que les eaux aient séché sur la terre ». Noé fit ensuite sortir la colombe, laquelle ne trouva aucun endroit dégagé des eaux où poser ses pattes et revint auprès de lui. La tentative fut renouvelée après sept autres jours, et cette fois la colombe revint avec « dans le bec un rameau tout frais d'olivier », ce qui apprit à Noé que le niveau des eaux avait enfin diminué. Il lâcha la colombe une nouvelle fois après une semaine, et l'oiseau ne revint cette fois plus du tout. Ce signal annonçait la fin de l'épreuve :

« Alors Dieu parla ainsi à Noé : « Sors de l'arche, toi et ta femme, tes fils et les femmes de tes fils avec toi. Tous les animaux qui sont avec toi, tout ce qui est chair, oiseaux, bestiaux et tout ce qui rampe sur la terre, fais-les sortir avec toi : qu'ils pullulent sur la terre, qu'ils soient féconds et se multiplient sur la terre. » Noé sortit avec ses fils, sa femme et les femmes de ses fils ; et toutes les bêtes (…) sortirent de l'arche, une espèce après l'autre »

— Genèse 8 : 15 ~ 19
Noé fit ensuite de nombreux sacrifices à Dieu sur un autel qu'il édifia pour l'occasion. Satisfait de ce comportement, Dieu se résolut pour sa part à ne plus jamais maudire la terre à cause de l'homme, et à ne plus jamais détruire toute vie de cette manière. En signe de cette promesse, Dieu mit un arc-en-ciel dans les nuages et déclara que « lorsque j'assemblerai les nuées sur la terre et que l'arc apparaîtra dans la nuée, je me souviendrai de l'alliance qu'il y a entre moi et vous et tous les êtres vivants ».

## Critique textuelle du récit de l'arche

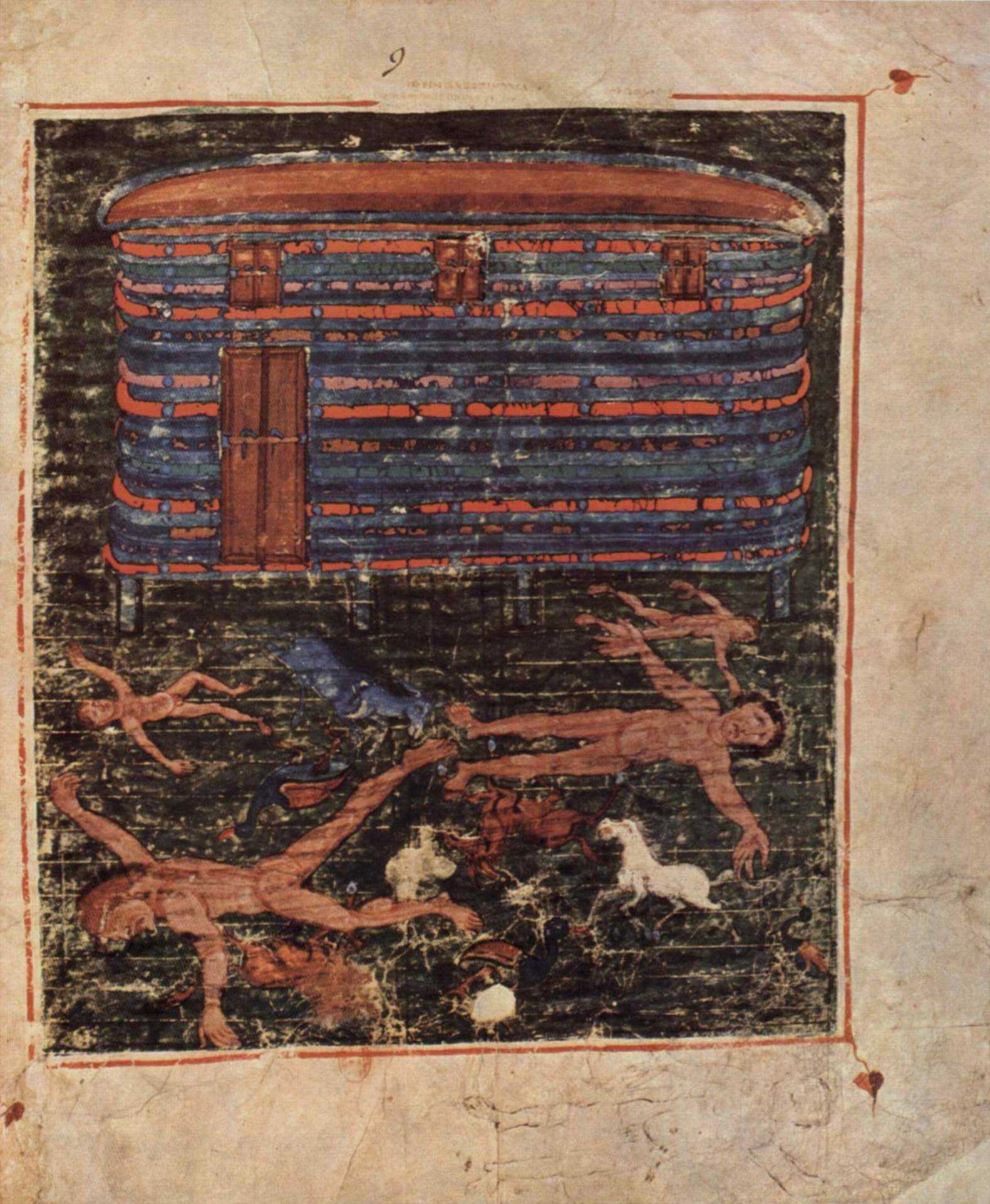
Le Déluge
Pentateuque d'Ashburnham (folio 009r)
Bibliothèque nationale de Paris.

Les 87 versets de l'histoire de l'arche laissent parfois une impression de confusion : pourquoi le récit précise-t-il à deux reprises que l'humanité s'était corrompue mais que Noé devait être sauvé ? Noé reçut-il l'ordre d'emmener un couple de chaque animal pur dans l'arche ou bien sept ? La crue dura-t-elle quarante ou cent cinquante jours ? Qu'arriva-t-il précisément au corbeau qui quitta l'arche en même temps que la colombe et « alla et vint en attendant que les eaux aient séché sur la terre », près de deux à trois semaines plus tard ? Le récit, de plus, semble comporter deux dénouements logiques distincts. Ce type de questions, dans la Bible, n'est pas exclusif de l'histoire de l'arche ou même du livre de la Genèse dans son ensemble, et les tentatives pour y répondre ont mené à l'émergence d'une école de pensée dominante sur l'analyse textuelle des cinq premiers livres de la Bible, celle de l'hypothèse documentaire.
Selon cette hypothèse, ce récit de l'arche trouve son origine dans deux sources, le document sacerdotal (P) et le document non-P (auparavant appelé document jahviste J). La source non-P est la plus ancienne des deux : elle est vraisemblablement rédigée au royaume de Juda, à partir de textes et de traditions encore plus lointaines, et aurait vu le jour peu après la séparation des deux royaumes de Juda et d'Israël, vers l'an 920 av. J.-C. Le récit non-P est de facture plus simple que la version sacerdotale : Dieu envoie les eaux pendant quarante jours (150 dans le document P). Noé, sa famille et les animaux sont sauvés (sept couples de chaque animal pur, ou peut-être simplement sept animaux purs, le texte hébreu étant ambigu sur ce point). Noé construit ensuite un autel et procède à des sacrifices, puis Dieu s'engage à ne plus tuer ainsi tout être vivant. Le document jahviste ne fait cependant aucune mention d'une alliance passée entre Dieu et Noé,.
Le texte sacerdotal semble avoir été élaboré à une époque comprise entre la chute du royaume d'Israël au nord, en -722, et celle du royaume de Juda au sud en -586. Les éléments du document sacerdotal sont beaucoup plus détaillés que ceux de la version jahviste, avec par exemple les instructions pour la construction de l'arche et une chronologie précise. Surtout, il donne au récit sa véritable dimension théologique en ajoutant le passage sur l'alliance entre Dieu et Noé au chapitre 9 et en faisant la toute première mention dans la Bible du rituel sacrificiel juif, ces deux éléments constituant la contrepartie logique du serment de Dieu de ne plus détruire la terre. C'est également à la source sacerdotale que l'on doit le corbeau (le texte jahviste contenant pour sa part la colombe), l'arc-en-ciel, ainsi que l'évocation des « sources du grand abîme et [des] écluses du ciel », le document jahviste se contentant de dire qu'il a plu. Tout comme la source jahviste, l'auteur du texte sacerdotal a dû avoir accès à des textes et à des traditions plus anciennes, aujourd’hui perdues.
La colère de Dieu face à la corruption des hommes, sa décision de se livrer à une terrible vengeance et ses regrets ultérieurs sont autant de thèmes typiques de l'auteur ou des auteurs jahvistes, qui traitent Dieu comme une entité humaine apparaissant en personne dans le récit biblique. Le document sacerdotal, à l'inverse, tend à présenter un Dieu distant et inaccessible, si ce n'est par l'entremise des prêtres aaronites. Ainsi, par exemple, le texte jahviste annonce le sacrifice de sept de chacun des animaux purs (conformément à la tradition biblique), tandis que le texte sacerdotal réduit ce nombre à un seul couple, étant donné qu'aucun sacrifice ne saurait être effectué selon les règles sacerdotales avant que n'advienne le premier prêtre, Aaron, du temps de l'Exode.

## L'arche et le littéralisme biblique

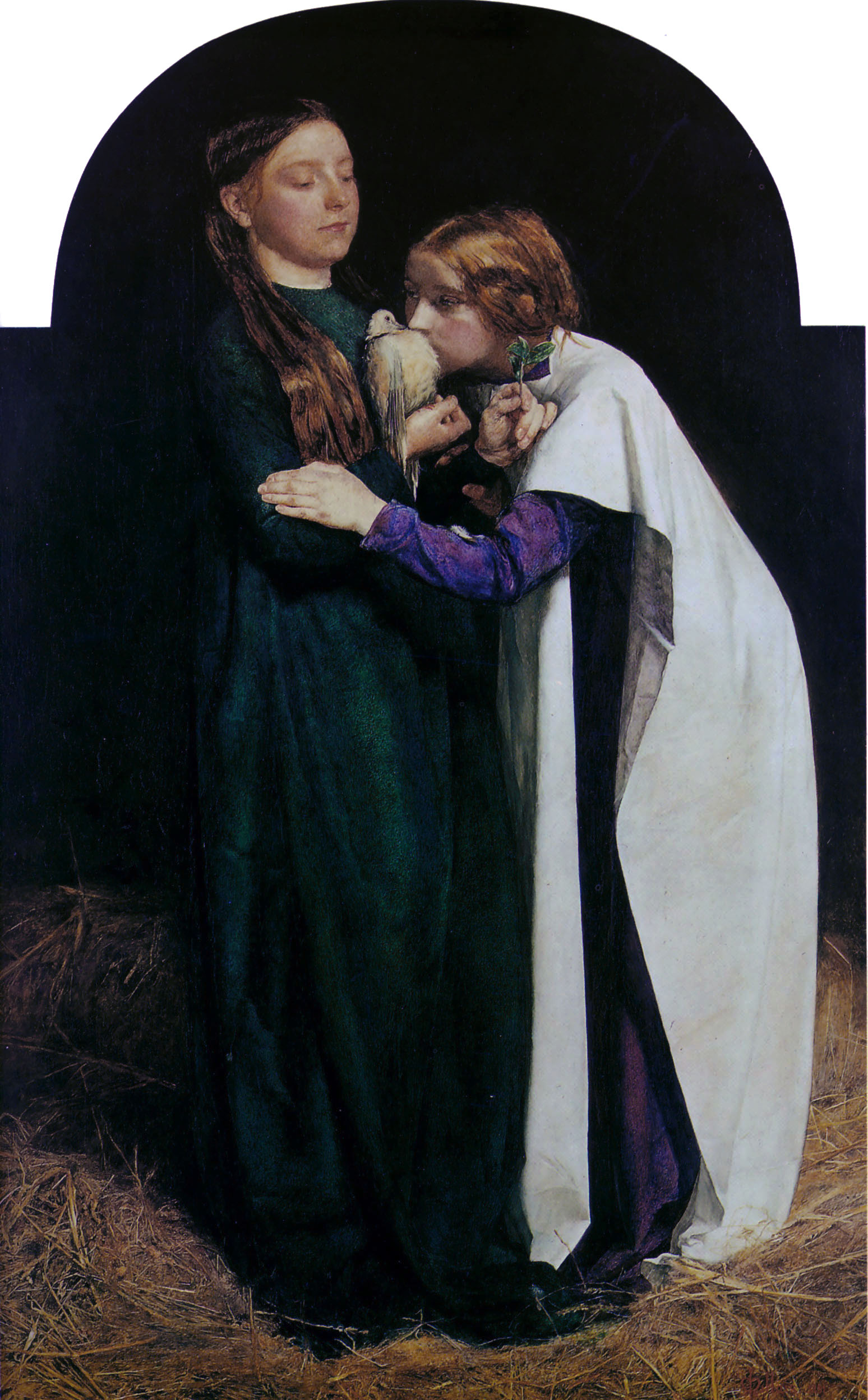
Le Retour de la colombe sur l'Arche (The Return of the Dove to the Ark)
John Everett Millais, (1851).

Certains juifs orthodoxes et certains chrétiens fondamentalistes croient que la Bible, en tant que parole de Dieu, est parfaitement exacte. Le cas échéant, elle doit être interprétée selon la méthode historico-grammaticale, qui consiste à replacer le texte dans son contexte lorsque le sens d'un passage pose problème. Les fondamentalistes tendent aussi à rester fidèle aux hypothèses anciennes entourant la création de la Bible. En vertu de cette herméneutique, ils acceptent donc généralement la tradition juive selon laquelle le récit de l'arche, dans la Genèse, aurait été écrit par Moïse lui-même. Mais il leur est plus difficile de s'accorder sur l'époque précise où ce dernier aurait vécu, et donc sur la date de composition du texte : diverses possibilités ont été avancées, allant du XVIe à la fin du XIIIe siècle av. J.-C.[réf. souhaitée]
En ce qui concerne la date du Déluge, les fondamentalistes se fondent sur une interprétation des généalogies figurant aux chapitres 5 et 11 de la Genèse. L'archevêque James Ussher, en utilisant cette méthode au XVIIe siècle, est arrivé à l'année -2349, et cette date continue à faire autorité pour beaucoup. Un chercheur fondamentaliste plus contemporain, Gerhard F. Hasel, en résumant les éléments du débat à la lumière de plusieurs manuscrits bibliques (le texte massorétique en hébreu, plusieurs manuscrits de la Septante…) et des différentes interprétations dont ils font l'objet, est cependant arrivé à la conclusion que cette méthode ne pouvait situer le Déluge que dans une fourchette située entre -3402 et -2462. Des thèses concurrentes, fondées sur d'autres sources ou d'autres méthodologies, peuvent même aboutir à des dates situées hors de cette vaste période : le Livre des Jubilés, par exemple, fournit une date équivalant à l'an -2309.[réf. souhaitée]
Les fondamentalistes attribuent les contradictions apparentes du récit de l'arche aux conventions stylistiques en vigueur dans les textes anciens[réf. nécessaire]. La confusion relative au nombre de couples d'animaux purs que Noé devait emporter (un couple d'espèce impure et sept couples d'espèces pures) viendrait ainsi de ce que l'auteur, Moïse, aurait d'abord introduit le sujet en termes généraux, évoquant les sept couples, avant de répéter à de multiples reprises que ces animaux entrèrent dans l'arche par couples de deux, d'où la méprise[réf. nécessaire]. Toutefois, comme l'ont souligné depuis bien longtemps les philologues la question suivante se pose : comment Noé a pu distinguer les espèces d'animaux « purs » des espèces « impures » (Gn 7,2), alors que cette distinction n'a été expliquée à personne avant Moïse (suivant la tradition), soit 1 000 ans plus tard ? Les fondamentalistes, de même, ne voient rien de troublant dans le passage relatif au corbeau (pourquoi Noé n'aurait-il pas lâché ce corbeau ?) et contestent l'existence de deux dénouements différents.[réf. souhaitée]
Au-delà de ces questions relatives à la date, à l'auteur et à l'intégrité du texte, le littéralisme a attaché beaucoup d'attention à des détails techniques tels que la nature exacte du « bois résineux » ou l'armature de l'embarcation. Les paragraphes suivants abordent les principaux sujets faisant débat.[réf. souhaitée]

### La question du bois résineux

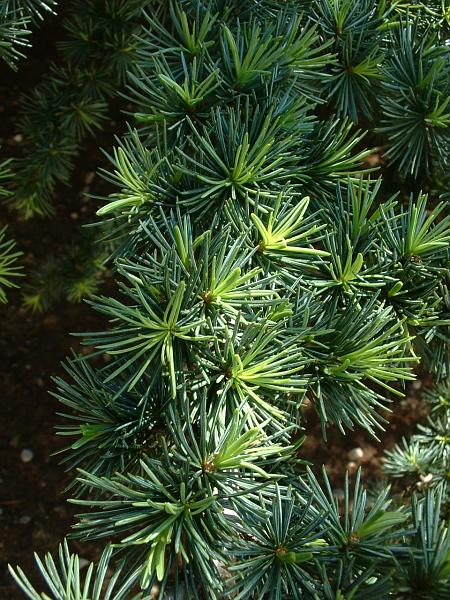
Selon l'une des hypothèses fondamentalistes les plus fréquemment retenues, le cèdre pourrait être le mystérieux bois résineux utilisé pour construire l'arche.

Le quatorzième verset du chapitre 6 de la Genèse énonce que l'arche a été réalisée en « bois résineux », ou « bois גפר » en hébreu (littéralement gofer ou gopher). La Jewish Encyclopedia avance que cette expression est très probablement une traduction du babylonien gushure iş erini (« poutres de cèdre ») ou de l'assyrien giparu (« roseau »). La Vulgate latine, au Ve siècle, l'a transcrit en lignis levigatis (« bois poli »). La Septante grecque, quant à elle, ne mentionne aucune variété de bois en particulier mais évoque la construction d'une grande embarcation carrée, goudronnée à l'intérieur et à l'extérieur de la coque.[réf. souhaitée]
De vieilles traductions anglaises, dont la Bible du roi Jacques du XVIIe siècle, choisissent tout simplement de ne pas traduire l'expression. Plusieurs traductions modernes font le choix du cyprès sur la base d'un faux raisonnement étymologique induit par des rapprochements phonétiques, et ce bien que le mot hébreu employé dans la Bible pour désigner le cyprès soit « erez ». D'autres versions contemporaines proposent le pin ou reprennent l'idée du cèdre. Les suggestions les plus récentes, entre autres, ont émis l'hypothèse que le texte ait perdu son sens par altération au fil des siècles, qu'il fasse référence à un type de bois aujourd’hui disparu ou qu'il s'agisse simplement d'une mauvaise transcription du mot kopher (« résine »). Aucune de ces diverses possibilités ne fait cependant l'unanimité à l'heure actuelle.[réf. souhaitée]
Selon l'assyriologue Irving Finkel, une tablette mésopotamienne d’argile présentée au British Museum décrit le héros Atrahasis façonnant une arche ronde comme le guffa, une sorte de coracle de l’antique Mésopotamie. Ce type d'embarcation fluviale toujours en usage en Irak dans la première moitié du XXe siècle, était non pas en bois résineux mais en vannerie calfatée avec du bitume pour assurer l'étanchéité. Dans cette tablette, le dieu Enki précise à Atrahasis que le coracle doit être fabriqué en cordes de fibres de palme et consolidé avec des membrures de bois placées dans l’espace intérieur, tout en mettant en place des étais destinés à supporter un pont supérieur. Selon Finkel, le guffa qui devait faire un diamètre de 70 m et une superficie de 3 600 m2 a pu servir de modèle à l'arche de Noé.

### Navigabilité
L'arche, selon les instructions de Dieu, devait faire trois cents coudées de long, la coudée étant une unité de mesure désignant la distance depuis le coude jusqu’au bout des doigts. De nombreuses coudées différentes ont été utilisées sous l’Antiquité, mais toutes partageaient de grandes similarités, et la plupart des études fondamentalistes s’accordent à donner à l’embarcation une longueur approximative de 137 mètres. En tout état de cause, c’est beaucoup plus que n’importe quel navire en bois construit au cours de l’histoire. D’après certaines sources, l’amiral chinois Zheng He, au début du XVe siècle, aurait disposé de jonques d’une longueur atteignant 122 mètres, mais cette valeur pourrait être le fruit d’une exagération.[réf. souhaitée]
Le six-mâts goélette Wyoming, mis à la mer en 1909, était long de « seulement » 107 mètres et constitue le plus grand navire en coque de bois jamais construit et dont on peut attester l’existence. Ce navire, d’ailleurs, avait besoin de supports en fer pour empêcher toute déformation et d’une pompe marchant à la vapeur pour remédier à de sérieux problèmes de voies d’eau : la construction et les défauts inhérents à ces grands bateaux en bois, dans l’Europe de la fin du XIXe siècle, indiquaient suffisamment que leur taille avait franchi les limites pratiques de ce type de matériau. Les chercheurs fondamentalistes qui acceptent ces objections — car ce n’est pas toujours le cas — estiment que Noé a dû construire l’arche à l’aide de techniques apparues postérieurement au XIXe siècle.

### Capacité et logistique

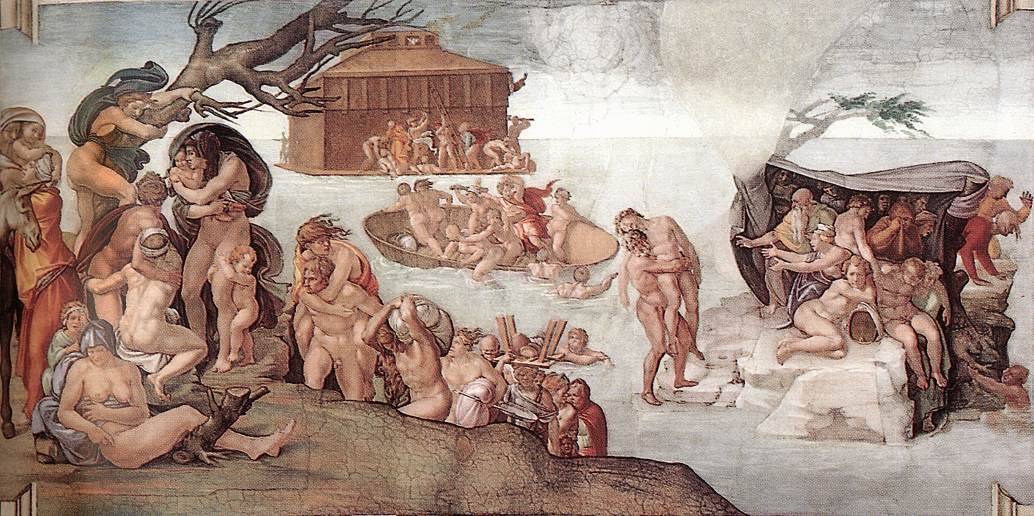
Le Déluge (Michel-Ange, 1508-1512). Fresque de la Création, Chapelle Sixtine.

L’arche devait avoir un volume total d’environ 40 000 m³ et un déplacement égal à un peu moins de la moitié de celui du Titanic, soit environ 22 000 tonnes. Son espace habitable total devait avoisiner 9 300 m².
La question de savoir si l’embarcation, dans ces conditions, pouvait avoir contenu deux spécimens ou plus de chaque espèce animale, en plus de la nourriture et de l’eau douce, fait l’objet de débats nourris, parfois même houleux, entre les fondamentalistes et leurs contradicteurs. Tandis que certains fondamentalistes maintiennent que l’arche pourrait avoir renfermé toutes les espèces connues, une position plus consensuelle aujourd’hui chez la majorité des fondamentalistes voudrait que l’embarcation ait contenu des grands « genres » d’animaux plutôt que toutes les espèces : par exemple, un seul mâle et une seule femelle du « genre » félin plutôt que des spécimens de tigres, de lions, de couguars, etc. Le jésuite Athanase Kircher (1601-1680) expliquait ainsi que seules les espèces principales auraient été contenues dans l'arche, les autres ayant été engendrées des premières par l'influence des astres et du climat ainsi que l'imagination des mères.
Un autre problème se pose : comment en quelques jours Noé et les siens auraient-ils pu récupérer des animaux sur toute la surface de la Terre et même sur des continents inconnus à l'époque : coati en Amérique centrale, marsupiaux en Australie, manchot en Antarctique, etc. ? Parmi les sujets annexes, certains se sont demandé si huit êtres humains pouvaient suffire à assurer à la fois la navigation du bateau et l’entretien des animaux, ou comment les besoins nutritifs de quelques animaux particulièrement exotiques auraient pu être satisfaits. D’autres mettent en avant le problème de l’éclairage, de la ventilation, du contrôle de la température, de l’hibernation de certains animaux, etc,.
Le dénouement de l’aventure est tout aussi riche en interrogations : qu’auraient pu manger les animaux juste après la sortie de l’arche, et comment auraient-ils migré jusqu’à leurs habitats actuels ?

## Autres récits comparables

### Légendes mésopotamiennes
La plupart des chercheurs contemporains acceptent la thèse que le Déluge biblique est intimement lié à un cycle de la mythologie assyro-babylonienne, avec laquelle il partage de nombreux points communs. La plus ancienne version de l’épopée d’Atrahasis a pu être datée du règne de l’arrière-petit-fils d’Hammurabi, Ammi-ṣaduqa (de -1646 à -1626), et a continué à être reproduite jusqu’au premier millénaire avant l'ère chrétienne. À en juger par son écriture, la légende de Ziusudra pourrait quant à elle remonter à la fin du XVIIe siècle av. J.-C., tandis que l’histoire d’Uta-Napishtim, qui nous est connue grâce à des manuscrits du premier millénaire avant notre ère, est probablement une variation sur l’épopée d’Atrahasis. Les diverses légendes mésopotamiennes du Déluge ont connu une remarquable longévité, certaines ayant été transmises jusqu’au IIIe siècle av. J.-C. Les archéologues ont retrouvé un nombre substantiel de textes originaux en sumérien, en akkadien et en assyrien, rédigés en écriture cunéiforme. La recherche de nouvelles tablettes se poursuit, de même que la traduction des tablettes déjà découvertes. L'évidente parenté entre les deux traditions mésopotamienne et biblique, selon une hypothèse scientifique, pourrait avoir pour origine commune la rapide montée des eaux dans le bassin de la mer Noire, il y a plus de sept millénaires, en raison d'une rupture de la digue naturelle anciennement formée par le détroit du Bosphore.

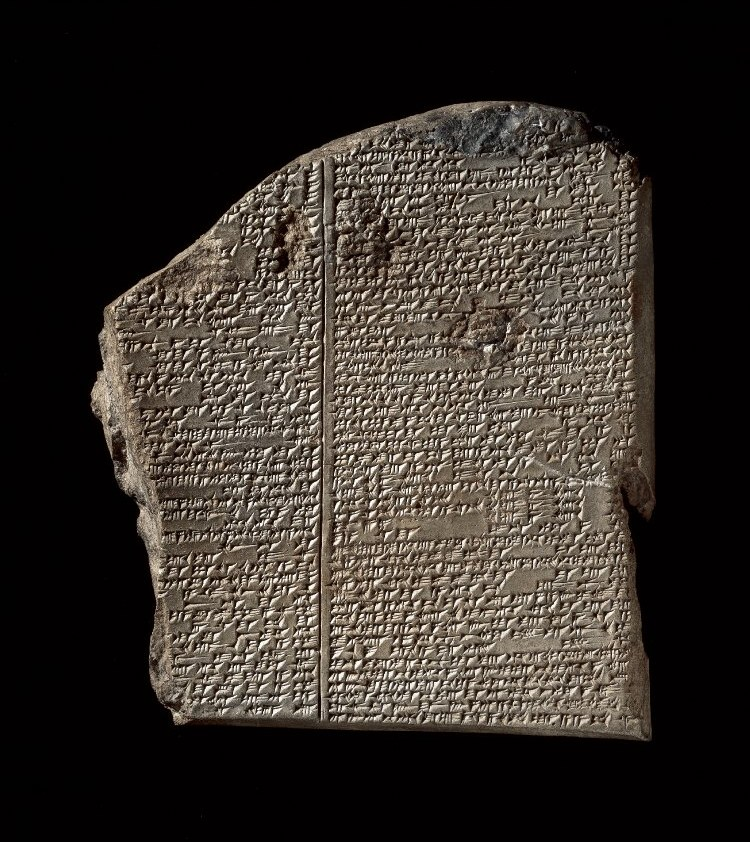
Tablette du Déluge de l’épopée de Gilgamesh, rédigée en akkadien.

L’épopée d’Atrahasis, écrite en akkadien (la langue de l’ancienne Babylone), raconte comment le dieu Enki enjoint au héros Atrahasis (le « très sage ») de Shuruppak de démanteler sa maison, faite en roseaux, et de construire un bateau afin d’échapper au déluge que le dieu Enlil, irrité par le bruit des villes, entend lancer pour éradiquer l’humanité. Le bateau est censé disposer d’un toit « pareil à celui d’Apsû » (l’océan souterrain d’eau douce dont Enki est le seigneur), de ponts inférieur et supérieur, et doit être rendu étanche par du bitume. Atrahasis monte à bord avec sa famille et ses animaux, puis en scelle l’entrée. La tempête et le déluge commencent, « les cadavres encombrent la rivière comme des libellules », et même les dieux prennent peur. Au bout de sept jours, le déluge cesse et Atrahasis procède à des sacrifices. Enlil, pour sa part, est furieux, mais Enki le défie ouvertement, en déclarant s’être « assuré que la vie soit préservée ». Les deux divinités s’accordent finalement sur d’autres mesures pour réguler la population humaine. L’histoire existe également dans une version assyrienne plus tardive.
La légende de Ziusudra, écrite en sumérien, a été retrouvée dans les fragments d'une tablette d’Eridu. Elle raconte comment le même dieu Enki avertit Ziusudra (« il a vu la vie », en référence au don d’immortalité qui lui fut conféré par les dieux), roi de Shuruppak, de la décision des dieux de détruire l’humanité par un déluge, le passage expliquant les raisons de ce choix ayant été perdu. Enki charge Ziusudra de construire un grand bateau, mais les instructions précises ont été perdues elles aussi. Après un déluge de sept jours, Ziusudra procède aux sacrifices requis, puis se prosterne devant An, le dieu du ciel, et Enlil, le chef des dieux. Il reçoit en échange la vie éternelle à Dilmun, l’Éden sumérien.
L’épopée babylonienne de Gilgamesh raconte les aventures d’Uta-Napishtim (en réalité une traduction de « Ziusudra » en akkadien), originaire de Shuruppak. Ellil (équivalent d’Enlil), chef des dieux, souhaite détruire l’humanité par un déluge. Uta-Napishtim reçoit du dieu Ea (équivalent d’Enki) le conseil de détruire sa maison en roseaux et d’utiliser ces derniers pour construire une arche, qu’il doit charger d’or, d’argent, de la semence, de toutes les créatures vivantes ainsi que de tous ses artisans. Après une tempête de sept jours et douze jours supplémentaires passés à dériver sur les eaux, le navire s’échoue sur le mont Nizir. Sept autres jours plus tard, Uta-Napishtim envoie une colombe, qui revient, puis une hirondelle, qui revient également. Le corbeau, finalement, ne revient pas. Uta-Napishtim fait alors des sacrifices (par groupes de sept) aux dieux. Ces derniers sentent l’odeur de la viande rôtie et affluent « comme des mouches ». Ellil est fâché de ce que quelques humains aient survécu, mais Ea le sermonne : « Comment as-tu pu lancer ainsi un déluge sans réfléchir ? Sur le pécheur laisse reposer son péché, sur le malfaiteur son méfait. Abstiens-toi, ne laisse pas faire, et aie pitié, [que les hommes ne périssent point] ». Uta-Napishtim et sa femme reçoivent alors le don d’immortalité, et partent habiter « au loin, à l’embouchure des rivières ».
Au IIIe siècle av. J.-C., Bérose, un grand prêtre du temple de Marduk à Babylone, rédigea en grec une histoire de la Mésopotamie pour Antiochos Ier, qui régna de -323 à -261. Cette Babyloniaka de Bérose a été perdue, mais l’historien chrétien Eusèbe de Césarée, au début du IVe siècle, en retient la légende de Xisuthrus, une version grecque de Ziusudra largement semblable au texte d’origine. Eusèbe estimait que le navire pouvait toujours être aperçu « sur les monts corcyréens [sic] d’Arménie ; et les gens grattent le bitume avec lequel il avait été revêtu extérieurement pour l’utiliser en tant qu’antidote ou amulette ».

### Autres légendes

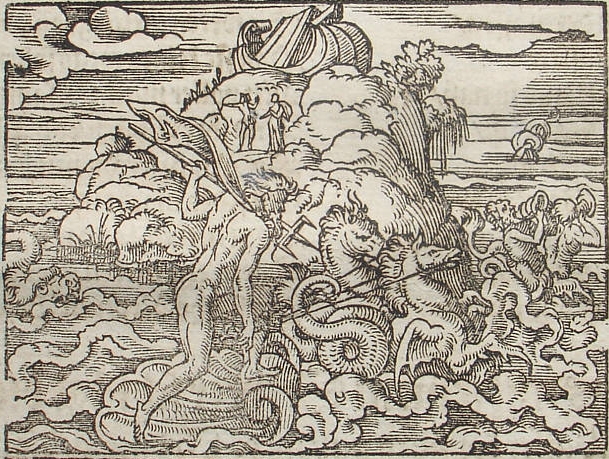
L'histoire de l'arche de Noé comporte un équivalent dans la mythologie grecque, avec le déluge de Deucalion.

Les histoires rapportant des déluges et la survie d'une poignée d'élus sont très répandues dans toutes les mythologies du monde, avec des exemples dans presque chaque société.[réf. souhaitée]
- L’homologue de Noé dans la mythologie grecque, ainsi, est Deucalion. Deucalion et Pyrrha, montés dans une barque, parviennent au sommet du mont Parnasse (équivalent au Mont Ararat où arrive Noé).
- Dans certains textes sanskrits, un terrible déluge est censé n’avoir laissé qu’un seul survivant, un saint nommé Manu, sauvé par Vishnou sous la forme d’un poisson[31].
- L’histoire de Yima (Jamshid), dans la tradition zoroastrienne, propose un récit très similaire, si ce n’est que l’élément menaçant toute vie est la glace, et non l’eau.
- Dans la mythologie chinoise, il est dit que Nuwa créa l'Homme à partir d'argile, et qu'il combla les trous du ciel avec des pierres colorées à la suite d'un grand déluge provoqué par Gonggong, le dieu de l'eau.
- Selon un mythe du peuple amérindien Tohono O'odham, seul Montezuma (ou Moctezuma) et son ami Coyote ont survécu au grand déluge. Coyote avait annoncé l'arrivée du déluge, ce qui a conduit Montezuma à anticiper la construction d'une arche pour se sauver, arche qu'il a placée au sommet des monts Santa Rosa en Arizona.

Des légendes de déluges ont aussi pu être mises en évidence dans les mythologies de nombreuses peuplades sans système d’écriture, parfois très loin de la Mésopotamie et du continent eurasiatique : ainsi des légendes de la tribu amérindienne des Ojibwés. Les fondamentalistes bibliques en tirent la conclusion que l’arche de Noé a constitué un épisode historique réel. Mais les ethnologues et les mythologistes conseillent de prendre avec précaution les légendes telles que celles des Ojibwés, qui ont pu naître ou être fortement adaptées au contact du christianisme, dans un désir de conjuguer harmonieusement anciennes et nouvelles croyances. De plus, toutes ces légendes ont pour source le besoin commun d’expliquer les catastrophes naturelles, face auxquelles les sociétés anciennes étaient toutes impuissantes.[réf. souhaitée]

## L'arche de Noé et les grandes religions du Livre

### Tradition rabbinique

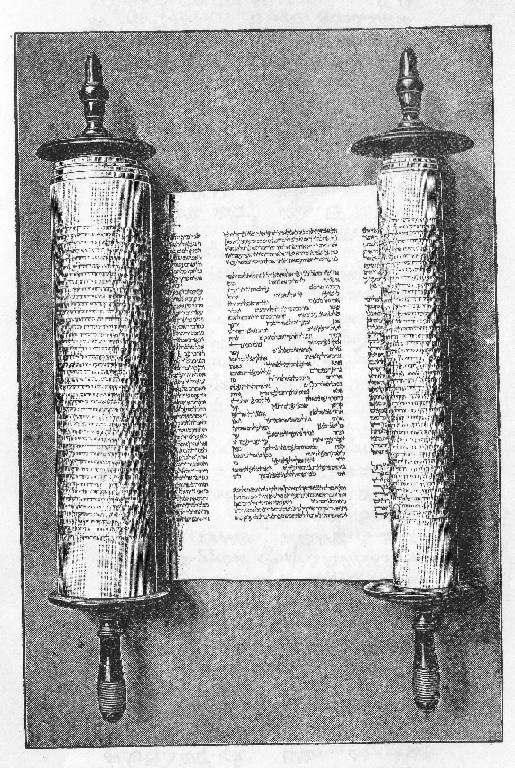
Rouleau de la Torah ouvert au livre de l'Exode (British Library Add. MS. 4,707).

L’histoire de Noé et de l’arche fit l’objet de nombreux embellissements dans la littérature rabbinique juive tardive.[réf. souhaitée]
En premier lieu, le fait que Noé n’ait pas jugé utile de prévenir ses contemporains du danger qui les guettait a été largement interprété comme une limite de sa supposée rectitude – peut-être cet homme ne semblait-il juste que par contraste avec une génération particulièrement corrompue ? D’après une autre tradition, il aurait en réalité répandu l’avertissement divin, et planté des cèdres près de cent vingt ans avant le Déluge pour que les pécheurs aient le temps de prendre conscience de leurs fautes et de s’amender. Afin de protéger Noé et sa famille des malfaisants qui les raillaient et les malmenaient, Dieu aurait également placé des lions et d’autres animaux féroces à l’entrée de l’arche. Selon un midrash, c’est à Dieu ou aux anges que l’on doit d’avoir réuni les animaux autour de l’arche, avec leur nourriture. Étant donné que jamais encore ne s’était fait sentir le besoin de distinguer les animaux impurs des animaux purs, ces derniers se firent connaître en s’agenouillant devant Noé lorsqu’ils entraient dans l’arche. Une autre source affirme que c’est l’arche elle-même qui a distingué le pur de l’impur, en admettant en son sein sept couples des premiers et seulement deux des seconds.[réf. souhaitée]
Noé, pendant le Déluge, se dévoua jour et nuit à l’alimentation et aux soins des animaux, et ne dormit pas une seule fois de toute l’année qu’il passa dans l’arche. Les animaux étaient tous les meilleurs spécimens de leurs espèces, et se comportèrent ainsi admirablement. Ils s’abstinrent de toute procréation, de manière que le nombre de créatures au sortir de l’arche soit exactement le même qu’à l’entrée. Noé fut cependant blessé par le lion, le rendant inapte à accomplir ses obligations cultuelles : le sacrifice réalisé après le voyage fut donc en réalité accompli par son fils Sem. Le corbeau, pour sa part, posa quelques problèmes lorsqu’il refusa de quitter l’arche, au motif qu’il soupçonnait Noé d’avoir de mauvais desseins envers sa femelle. Néanmoins, et comme le soulignent les commentateurs, Dieu souhaitait sauver le corbeau, car ses descendants étaient destinés à nourrir le prophète Élie.[réf. souhaitée]
Les déchets et les eaux usées étaient stockés sur le plus bas des trois ponts de l’arche. Les humains et les animaux purs occupaient le second, tandis que les animaux impurs et les oiseaux étaient relégués au niveau le plus élevé. Une tradition divergente situe les déchets au pont supérieur, d’où ils étaient rejetés à la mer par une trappe spécialement aménagée. Des pierres précieuses, brillantes comme en plein jour, fournissaient de la lumière, et Dieu s’assura que la nourriture restât saine. Le géant Og, roi de Bachân, faisait nécessairement partie des heureux passagers, puisque ses descendants sont mentionnés dans les livres suivants de la Torah : en raison de sa taille, il lui fallut cependant rester dehors, ce qui nécessita de lui fournir sa nourriture à travers un trou pratiqué dans la paroi de l’arche.

### Tradition chrétienne

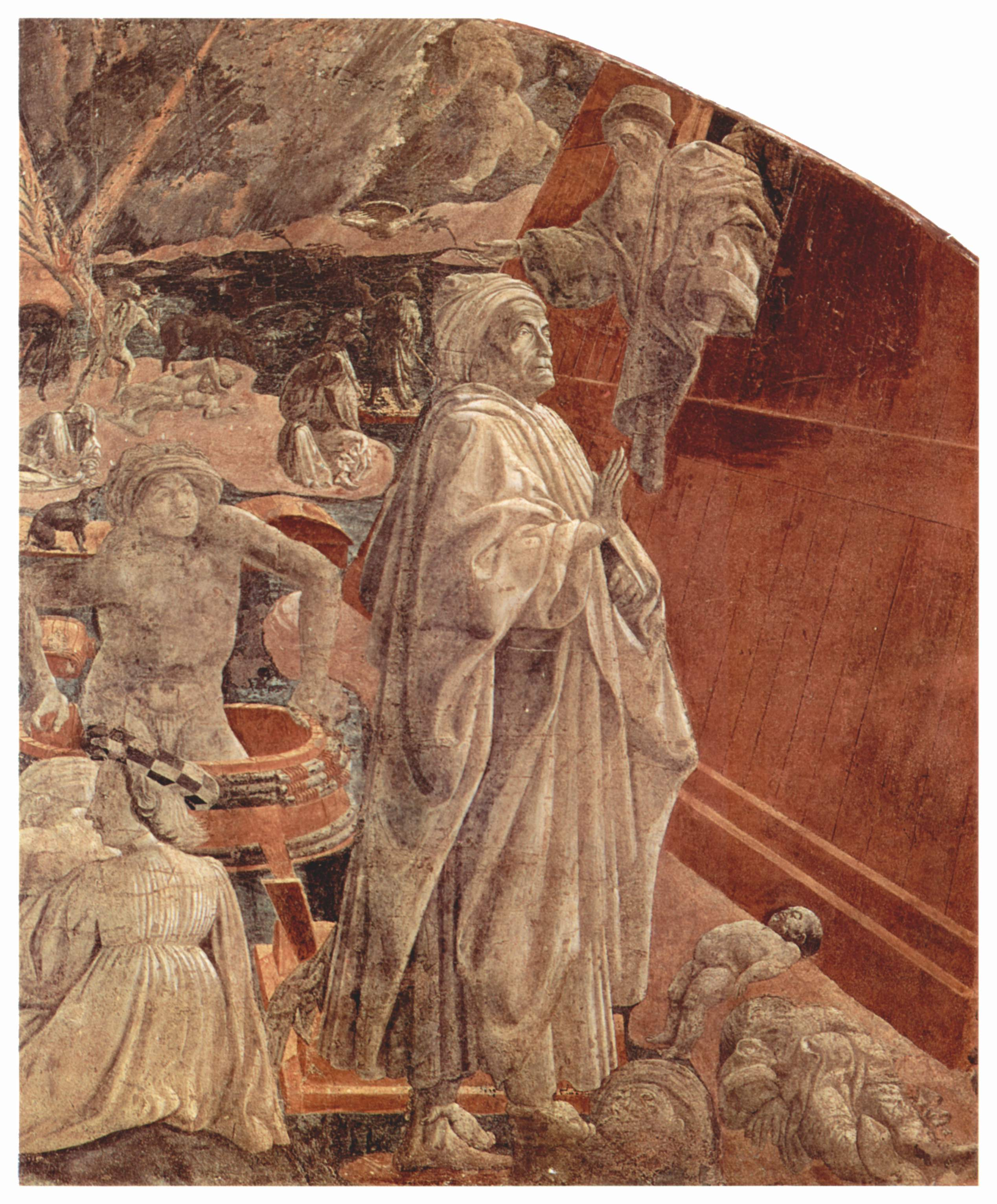
Le Déluge et l'Arche voguant sur les flots (détail)
Fresque de Paolo Uccello (vers 1646)
Chiostro Verde de l'église Santa Maria Novella, Florence.

Les écrivains du début de l’ère chrétienne s’essayèrent à des interprétations allégoriques assez élaborées de l’histoire de l’arche. Augustin d'Hippone (354-430), dans La Cité de Dieu, démontre que les proportions de l’arche correspondent à celles du corps humain, qui est aussi le corps du Christ, qui est aussi l’Église. L’identification de l’arche à l’Église peut se retrouver dans le rite anglican du baptême, lequel consiste à demander à Dieu, « qui dans [Sa] grande pitié a sauvé Noé », de recevoir au sein de l’Église l’enfant qu’on lui présente. Jérôme de Stridon (347-420), s’intéressant à la figure du corbeau qui partit et ne revint pas, surnomma ce volatile « l’infect oiseau de la corruption », qu’il convient d’expulser de soi par le baptême. De façon plus durable, la colombe et la branche d’olivier en vinrent à symboliser le Saint-Esprit, puis l’espoir du salut et, finalement, la paix.
Sur un plan plus pratique, Origène (182-251), répliquant à un adversaire qui doutait que l’arche ait pu contenir tous les animaux du monde, développa une argumentation érudite au sujet des coudées. Le théologien fait d’abord valoir que Moïse, l’auteur traditionnel du livre de la Genèse, avait été élevé en Égypte antique, ce qui l’a amené fort naturellement à s’exprimer en coudées égyptiennes, plus grandes que la moyenne. L’arche avait par ailleurs la forme d’une pyramide tronquée, rectangulaire plutôt que carrée à sa base, et s'effilait jusqu'à un sommet carré d'une coudée de côté. Ce n'est pas avant le XIIe siècle que l'arche en vint à être envisagée comme une boîte rectangulaire dotée d'un toit incliné.

### Tradition islamique

#### Dans le Coran
Selon le récit coranique et les hadiths attribués à Mahomet, il n'existe pas de détails d'un déluge ou de l'embarcation de Noé, mais la tradition musulmane a amplifié le récit coranique au contact des populations conquises (principalement judéo-chrétiennes), et au gré de l'imaginaire populaire. En outre, il ne s'agit pas, dans le Coran, d'un récit construit mais de péricopes. L'arche est ainsi évoquée dans la sourate 11 et la 23. Contrairement à la tradition juive, qui utilise pour décrire une arche des termes vagues pouvant se traduire par « boîte » ou « caisse », la sourate 29 verset 15 parle d'une safina (arabe : سفينة) « bateau », et on trouve huit fois le mot fulk (arabe : فلك) « vaisseau », et la sourate 54 verset 13 évoque quant à elle « un objet de planches et de clous ». La notion de Déluge est étrangère au Coran, qui décrit plutôt une inondation, en arabe : طوفان (Tûfân), un mot d'origine araméenne, et non un Déluge, en arabe : هطول (heTûl). Une inondation que le Coran inscrit parmi d'autres cataclysmes destructeurs de peuplades comme les Ad, le Thamud, le peuple de Loth, celui de Chu'ayb, et l'évincement du règne du Pharaon de l'Exode,,. La sourate 11 évoque une course de l'arche entre les montagnes et son arrêt sur l'une d'entre elles. Le récit de Noé dans la version coranique est simple et décrit une inondation dont se sauvent quelques hommes et de chaque couple une paire (de bêtes), en arabe : من كل زوج اثنان. L'inondation est provoquée par Allah en réponse à l'échec de la prédication de Noé.
Le Coran se ferait néanmoins l'écho d'un récit sumérien ou apparenté selon plusieurs spécialistes, comme Mümin Köksoy ou Bayraktar Bayraklı, quand il affirme « … Il demeura parmi eux mille ans moins cinquante années… » (Coran, XXIX:14). Les deux universitaires soulignent ainsi que des écrits en cunéiforme sumériens montrent des dates de naissance et de décès proches de mille ans voire plus. Ils précisent qu'il pourrait s'agir d'un très vieux calendrier fondé sur un comput en nombre de mois lunaires, comme chez les chasseurs cueilleurs d'Amazonie, d'avant l'élaboration de calendriers solaires et luni-solaires. L'expression « moins cinquante années » semble témoigner d'un comput quinquagésimal ou d'un ajustement du calendrier sumérien (1000-50). Ainsi l'âge de Noé selon le nouveau calendrier serait d'environ 75 ans. Noé est considéré souvent comme un ancêtre commun de tous les hommes actuels,. Mais selon d'autres, Noé ne serait pas l'ancêtre de toute l'humanité. Les tenants de la thèse que Noé serait un ancêtre commun universel soulignent, que de nombreuses lignées auraient été détruites après Noé, ne subsisterait ainsi que sa lignée à lui. Le Coran fait du récit un souvenir ancestral conservé depuis les origines. (Coran, LXIX:12-13) : « C'est Nous qui, quand l'eau déborda, vous avons chargés sur l'embarcation. Afin d'en faire pour vous un rappel que toute oreille fidèle conserve ».

#### Dans la littérature post-coranique

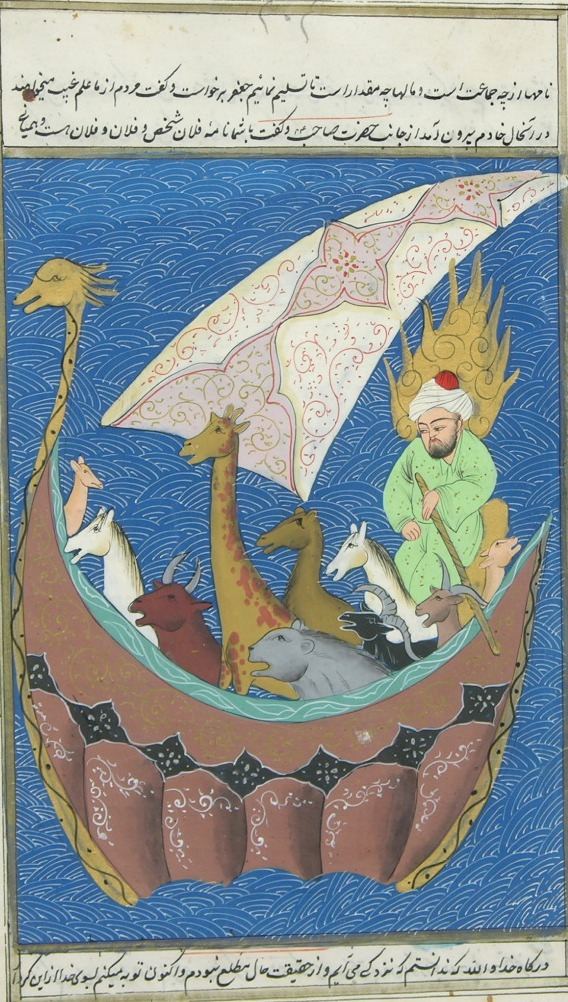
Le prophète Noé et son Arche.
Miniature anonyme alentours du XVIe siècle.

Dans la littérature islamique post-coranique, il existe une vaste littérature inspirée d'Isra'iliyat. La tradition sur le récit de Noé a été fortement amplifiée dans l'imaginaire populaire musulman après Mahomet, au contact du monde persan et byzantin et à partir de données haggadiques et talmudique. L'un des premiers, Tabari (IXe-Xe siècle) construisit ainsi une amplification du récit coranique qui servira de référence pour différents auteurs après lui. En particulier, il introduisit des données liées à l'arche, absente du Coran et décrit sa construction et ses dimensions. D'autres auteurs comme Tha'labi ou Kisa'i développèrent encore ce récit. Chez ce dernier, par exemple, l'arche est zoomorphe et est douée de parole. À l'inverse de ces auteurs, Ibn Kathir était hostile aux récits des Isra'iliyyat. Il mit en avant le texte coranique et des traditions tout en relevant des nouveaux motifs.
Selon certains mystiques et exégètes musulmans, le point de départ de l'embarcation de Noé sera situé dans les environs de la Mecque considérée comme le centre du monde, du côté de Djebel Nour, et elle se serait arrêtée sur le « Jûdi », de localisation mystérieuse, interprété par la tradition comme une colline située sur la rive est du Tigre, près de la ville de Mossoul au nord de l'Irak. Al-Mas'ûdî (mort en 956) affirmera ainsi que l'endroit où l'embarcation se serait échouée pouvait encore être aperçu à son époque. Le Coran met ces paroles dans la bouche de Noé, s'adressant à ses contemporains : « Montez dedans. Que sa course et son mouillage soient au nom d'Allah ». Al Baidawi, écrira à partir de ce verset, au XIIIe siècle, que Noé proclamait le nom d'Allah pour mettre l'arche en mouvement, et qu'il faisait de même pour l'arrêter.
Noé est décrit par Al-Baidawi, comme étant un homme intègre, qui continue entretemps de prêcher, et fait si bien que soixante-dix idolâtres se convertissent et le rejoignirent sur l'embarcation, portant ainsi le nombre total de passagers humains à soixante-dix-huit (puisque la propre famille de Noé compte huit membres). Ce dernier a cependant un quatrième fils, Kan'an, qui refuse de se convertir et meurt noyé. La femme de Noé meurt également. Al-Baidawi affirme en se fondant sur des isrâiliyyât que les dimensions de l'arche seraient de trois cents coudées de long, cinquante de large et trente de haut. Il explique ensuite que le premier des trois étages serait destiné aux animaux sauvages et domestiques, tandis que le second accueillerait les êtres humains et que le troisième abritait les oiseaux[réf. nécessaire]. Ce qui correspond point par point à la version biblique du récit de Noé. Sur chaque planche figurera le nom d'un prophète. Trois planches manquantes, symbolisant donc trois prophètes, seront apportées d'Égypte par Og, fils d'Anak, le seul des géants à avoir pu survivre à l'inondation. Le corps d'Adam sera placé au milieu de l'embarcation, pour séparer les hommes des femmes. Toujours à travers la tradition musulmane héritée de la littérature biblique et parabiblique, Noé et ses compagnons passeront cinq à six mois à bord de l'arche, au bout desquels il enverra un corbeau. Mais ce dernier s'arrêtera pour se repaître d'une charogne, et sera maudit par Noé, qui enverra alors la colombe, rappelée depuis lors comme l'amie de l'humanité.
Ibn Battûta (1304-1377), serait passé un jour par le mont Jûdi, près de Mossoul, là où la tradition musulmane situe désormais l’arrivée de l'embarcation de Noé. Al Masudi écrira même qu'Allah ordonna à la terre d'absorber l'eau, et que certains territoires peu prompts à obéir reçurent de l'eau salée en punition, devenant ainsi secs et arides. L'eau qui ne sera pas absorbée formant les mers et les océans, si bien que certaines eaux du Déluge existent encore aujourd’hui. Noé quittera l'arche le dixième jour de mouharram, c'est-à-dire à l'Achoura. Cette donnée n'apparait que tardivement. Les autres rescapés et lui édifieront une ville au pied du mont Jûdi, qu'ils baptiseront Thamanin (« quatre-vingts ») en raison de leur nombre. Noé fermera alors l'arche et en confiera la clé à Sem. Yaqout al-Rumi (1179-1229) mentionnera également une mosquée construite par Noé et visible à son époque.

## L'arche et la naissance de l'analyse scientifique
La Renaissance fut le théâtre de spéculations hasardeuses qui auraient paru familières à Origène ou Augustin d'Hippone : parmi les animaux, qu’en est-il par exemple du Phénix ? Cette créature étant unique, on concevait mal comment l’arche aurait pu en accueillir un couple : une solution populaire voulait que le Phénix contienne en lui les deux principes du masculin et du féminin. Quant aux sirènes, qui par nature poussent les marins à leur perte, ont-elles été autorisées à bord ? La réponse est cette fois négative, les tentatrices ayant préféré nager dans le sillage de l’arche. Et l’oiseau de paradis, qui n’a pas de pattes (du moins le croyait on à l'époque des faits, car les autochtones les vendaient comme objets ornementaux[réf. souhaitée]), a-t-il dû pour cette raison voler sans interruption à l’intérieur de l’arche pendant le voyage ?[réf. souhaitée]

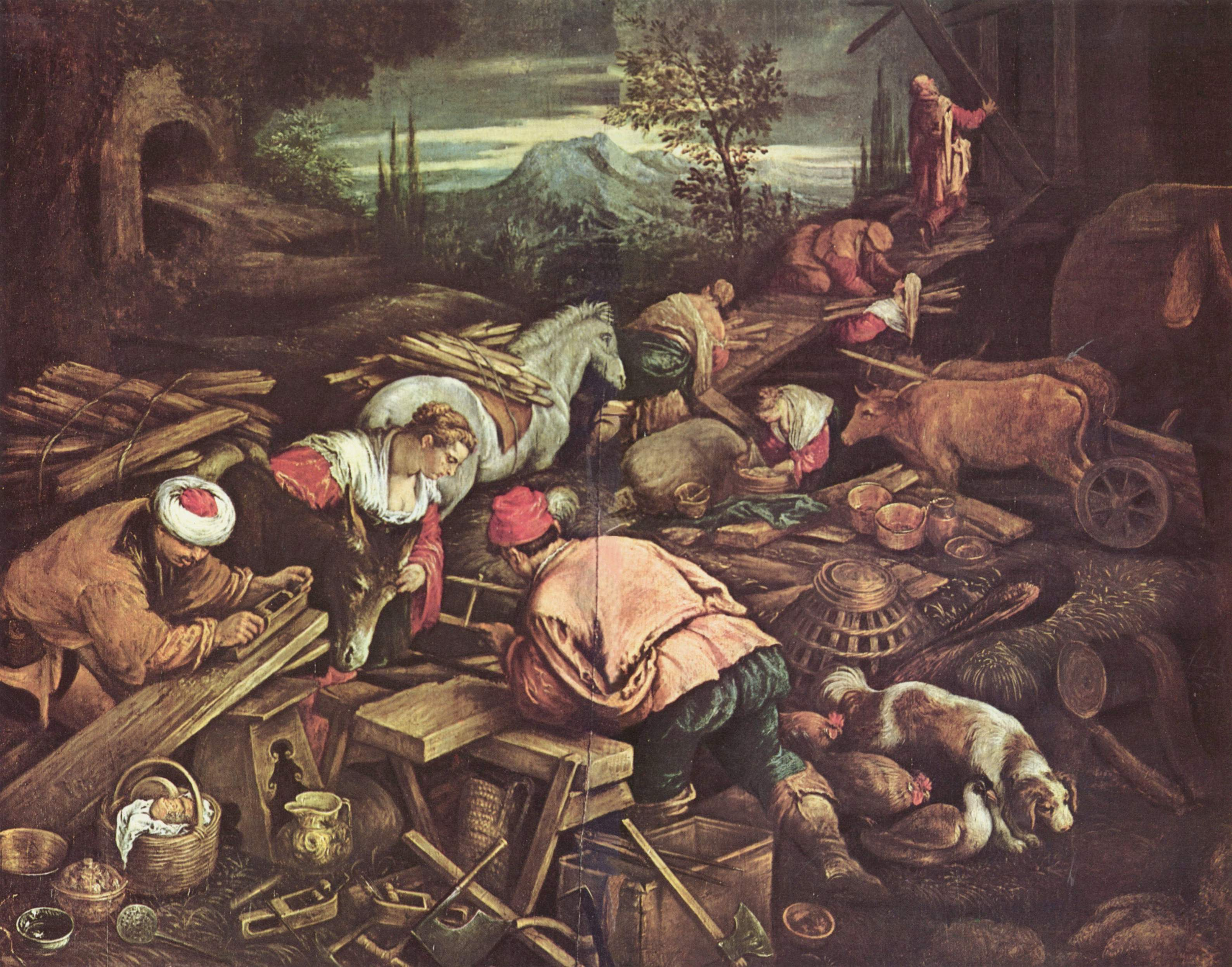
Construction de l'arche de Noé (Jacopo Bassano)
Seconde moitié du XVI.

Mais à la même époque émergea une nouvelle école de pensée qui, sans jamais remettre en cause la vérité littérale de l’histoire de l’arche, voulut déterminer les spécifications techniques de l’embarcation de Noé avec une rigueur scientifique et naturaliste entièrement nouvelle. Ainsi, au XVe siècle, un inconnu du nom d'Alfonso Tostada fit un exposé détaillé de la logistique de l’arche, allant du traitement du fumier à la bonne circulation de l’air frais. Un grand géomètre du XVIe siècle, Johannes Buteo, calcula les dimensions internes du bateau, en réservant de la place pour des installations aussi variées que des meules ou des fours. Ce modèle fut ensuite largement adopté par d’autres commentateurs.[réf. souhaitée]
À partir du XVIIe siècle, l’exploration du Nouveau Monde fit progressivement prendre conscience de la répartition mondiale des espèces : il devint nécessaire de concilier ce nouveau savoir avec l’ancienne croyance que toute forme de vie postérieure au Déluge venait du mont Ararat. L’une des premières réponses fut que l’Homme s’était dispersé à travers les continents à la suite de la destruction de la tour de Babel, et avait emmené les animaux avec lui. Cette hypothèse comportait cependant des incohérences : pourquoi, se demande Sir Thomas Browne en 1646, les Amérindiens ont-ils emporté les serpents à sonnettes et pas les chevaux ? « Que l’Amérique abondait de bêtes de proie et d’animaux nuisibles, mais ne contenait pas cette indispensable créature, le cheval, est très étrange ».
Browne, qui fut parmi les premiers à remettre en cause la notion de génération spontanée, était un médecin et un scientifique amateur, et n’a pas cherché à approfondir cette boutade. Mais quelques commentateurs bibliques de l’époque, au premier rang desquels Juste Lipse (1547-1606) et Athanasius Kircher (1601-1680) se mirent eux aussi à soumettre l’histoire de l’arche à un examen plus rigoureux, leur objectif restant cependant de concilier le récit biblique avec les avancées en sciences naturelles. Les hypothèses de travail ainsi obtenues stimulèrent l’étude de la répartition géographique des plantes et des animaux, et eurent pour conséquence indirecte la naissance de la biogéographie au XVIIIe siècle. Les scientifiques commencèrent à établir des liens entre les différents climats et les animaux ou plantes qui s’y étaient adaptés. Une théorie influente de l’époque voulait que le mont Ararat des temps bibliques ait été divisé en plusieurs zones climatiques, et que les climats venant ensuite à se déplacer, les animaux correspondants suivent le mouvement et repeuplent finalement le globe. Un autre problème était celui du nombre sans cesse croissant des espèces connues : pour Kircher et d’autres naturalistes, il y avait encore peu de difficultés à loger tous les animaux dans l’arche. Mais dès l’époque de John Ray (1627-1705), c’est-à-dire à peine quelques décennies après Kircher, le nombre d’animaux connus avait augmenté bien au-delà des proportions bibliques. Incorporer dans l’arche toute la diversité animale devenait une gageure, et dès 1700, peu de scientifiques étaient encore prêts à défendre une interprétation littérale de l’aventure de Noé.

## La quête de l'arche de Noé

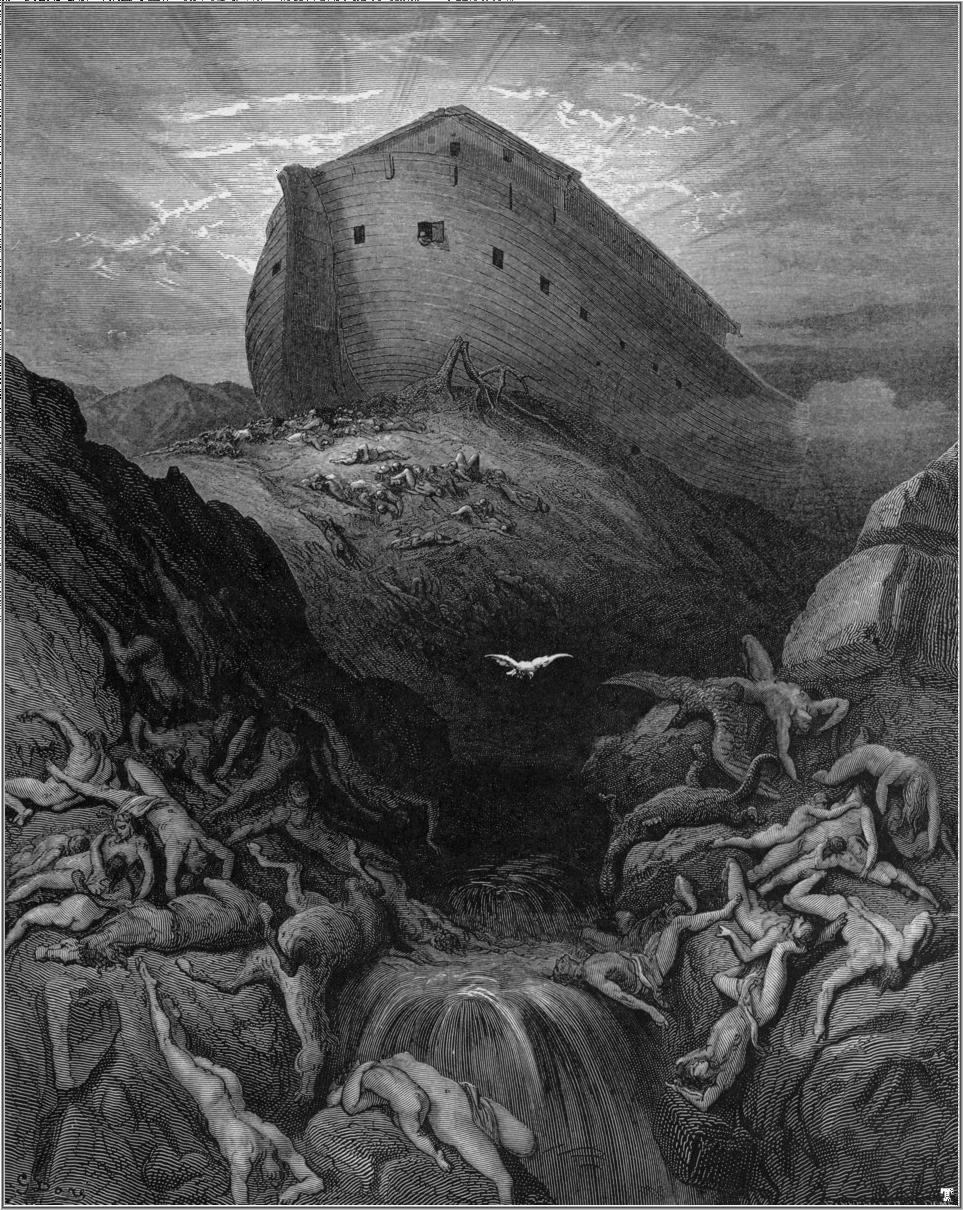
Le Lâcher de la colombe. Dessin de Gustave Doré.

Selon Flavius Josèphe, c'est dans le pays dit de Carrhes (Haran) « que se trouvent les restes de l'Arche où, dit-on, Noé échappa au déluge, restes qui, jusqu'à nos jours, sont montrés à ceux qui veulent les voir ».
Depuis l'époque d'Eusèbe de Césarée jusqu'à nos jours, la recherche des restes matériels de l'arche de Noé a constitué une véritable obsession pour certains chrétiens. Au IVe siècle, on doit apparemment à un commentateur arménien dénommé Fauste de Byzance d'avoir appliqué pour la première fois le nom d'« Ararat » à une montagne précise, plutôt qu'à une région (Urartu). L'auteur affirme que l'arche est encore visible au sommet de ce relief, et raconte comment un ange apporta une sainte relique tirée du navire à un évêque, lequel fut ensuite incapable de réaliser l'ascension. La tradition veut que l'empereur byzantin Héraclius ait fait le voyage au VIIe siècle. Quant aux pèlerins moins fortunés, ils devaient affronter les zones désertiques, les terrains accidentés, les étendues enneigées, les glaciers et les blizzards, sans compter les brigands, les guerres et, plus tard, la méfiance des autorités ottomanes.
La région ne fut aménagée et rendue un peu plus hospitalière qu'au XIXe siècle, ce qui permit à des Occidentaux aisés de partir à la recherche de l'arche. En 1829, le docteur Friedrich Parrott, après une ascension du mont Ararat, écrivait dans son Voyage à Ararat que « tous les Arméniens sont fermement convaincus que l'arche de Noé reste à ce jour au sommet d'Ararat et que, à des fins de préservation, aucun être humain n'est autorisé à s'en approcher ». En 1876, James Bryce, historien, homme politique, diplomate, explorateur et professeur de droit civil à l'université d'Oxford, grimpa au-delà de l'altitude où peuvent pousser les arbres et annonça avoir trouvé une poutre en bois travaillée à la main, d'une longueur de 1,30 m et d'une épaisseur de 12 cm. Il l'identifia comme une pièce de l'arche. En 1883, le British Prophetic Messenger et d'autres journaux indiquèrent qu'une expédition turque enquêtant sur les avalanches avait pu apercevoir l'arche.

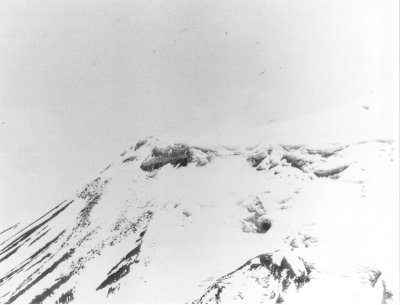
Photographie de l'anomalie d'Ararat prise en 1949.

La question de l'arche se fit plus discrète au XXe siècle. Au cours de la guerre froide, le mont Ararat se retrouva en effet sur la frontière hautement sensible entre la Turquie et l'Union soviétique, ainsi qu'au beau milieu de la zone d'activité des séparatistes kurdes, si bien que les explorateurs s'exposaient à des risques particulièrement élevés.
En dépit de ces difficultés, et du commentaire peu encourageant du grand orientaliste Louis Massignon, le Français Jean de Riquer (membre des Expéditions polaires françaises - Missions Paul-Emile Victor) conduisit en 1952 une expédition au mont Ararat : accompagnée d’un détachement militaire turc, celle-ci atteignit le sommet le 18 août 1952, mais les recherches de vestiges de l’arche demeurèrent sans résultat, y compris dans la zone de l’anomalie d’Ararat repérée par observation aérienne (voir à ce sujet les articles parus dans le quotidien Le Monde, l’ouvrage de J. David Pleins et l’émission télévisée d’Alain Decaux).
L'ancien astronaute James Irwin mena deux expéditions à Ararat dans les années 1980, fut même enlevé une fois, mais comme beaucoup ne découvrit aucune preuve tangible de l'existence de l'arche. « J'ai fait tout ce qui m'était possible », a-t-il déclaré, « mais l'arche continue à nous échapper ».
Au début du XXIe siècle subsistent deux principaux sujets d'exploration : des prises de vue aériennes ou par satellite ont mis d'une part en évidence ce qu'il est convenu d'appeler l'« anomalie d'Ararat », qui montre non loin du sommet de la montagne une tache noire et floue sur la neige et la glace. Mais il faut surtout mentionner ici le site de Durupınar (baptisé ainsi en l'honneur de son découvreur, l'officier turc de renseignement Ilhan Durupinar), près de Doğubeyazıt et à 25 kilomètres au sud du mont Ararat. Durupinar, qui consiste en une grande formation rocailleuse ayant l'apparence d'un bateau sortant de la terre, a reçu une large publicité grâce à l'aventurier David Fasold dans les années 1990. Le site, par rapport au mont Ararat, présente l'avantage d'être aisément accessible. Sans être une attraction touristique majeure, il reçoit un flot continu de visiteurs. Bien que Durupinar ait depuis été identifié comme une formation naturelle, le grand bateau de pierre a toujours ses avocats.
En 2004, un homme d'affaires originaire de Honolulu, Daniel McGivern, annonça qu'il allait financer une expédition de 900 000 dollars sur le sommet du mont Ararat au mois de juillet de la même année, afin d'établir la vérité sur l'anomalie d'Ararat. Après des préparatifs très médiatisés, qui inclurent l'achat d'images satellitaires commerciales spécialement réalisées, les autorités turques lui refusèrent toutefois l'accès au sommet, au motif que ce dernier est situé dans une zone militaire. L'expédition fut ensuite accusée par la National Geographic Society de n'être qu'un coup médiatique habilement monté, étant donné que son chef, un professeur turc du nom d'Ahmet Ali Arslan, avait déjà été accusé d'avoir falsifié des photographies de l'arche auparavant. La CIA, qui a examiné les images satellitaires de McGivern, a par ailleurs estimé que l'anomalie était constituée de « couches linéaires de glace recouvertes par de la glace et de la neige plus récemment accumulées ». Des allégations variées et contradictoires ont donc circulé à toutes les époques concernant la découverte de l'arche.
Le 26 avril 2010, une équipe d'explorateurs évangéliques chinois et turcs incluant des membres de la « Noah's Ark Ministries International » (NAMI) annonce avoir très vraisemblablement découvert l'arche,,. Cependant, au vu de certaines incohérences et au vu du témoignage de Randall Price, partenaire de la NAMI en 2008, ceci a tout l'air d'être une supercherie.

## Représentations artistiques

### Dans la peinture

L'Ancien testament par James Tissot, (1836-1902), Musée juif (New York)
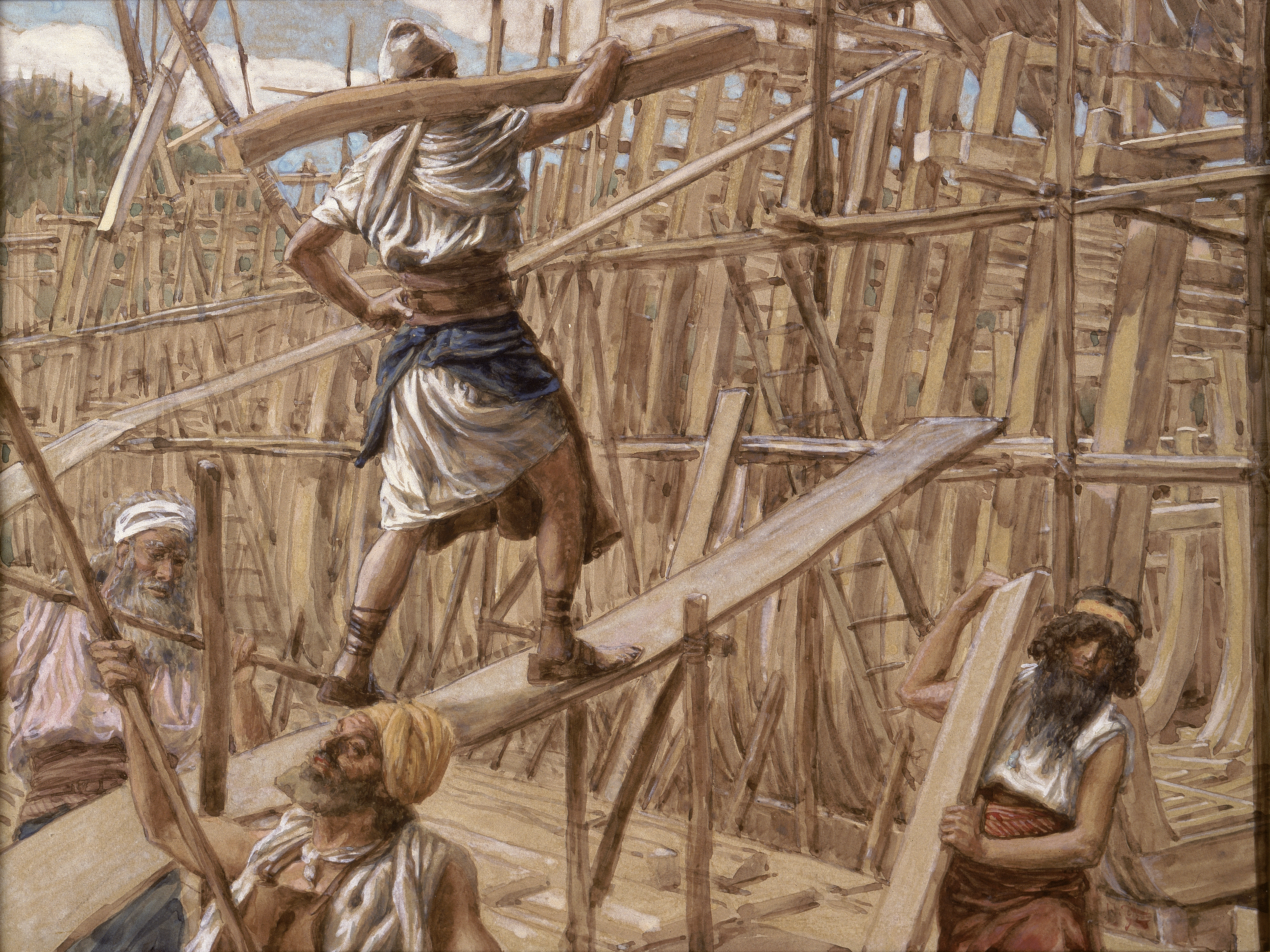
La Construction de l'arche
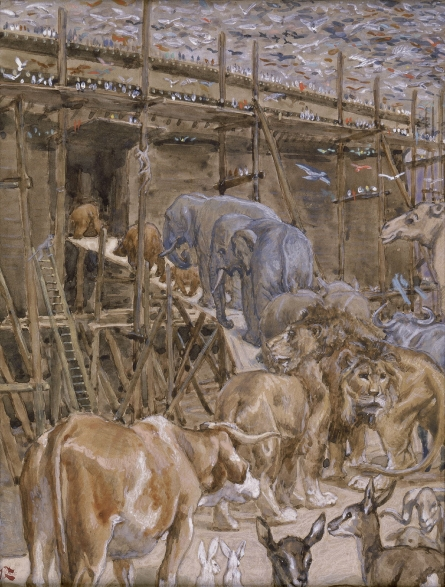
Les Animaux entrent dans l'arche
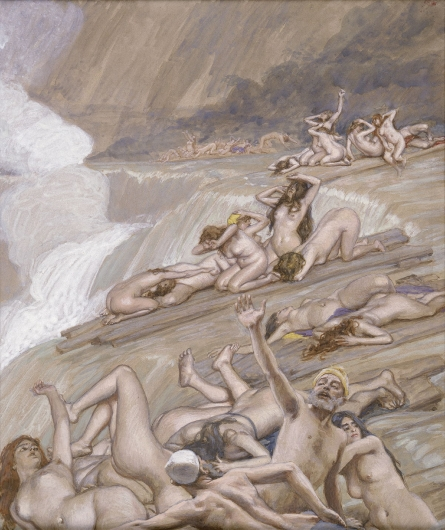
Le Déluge
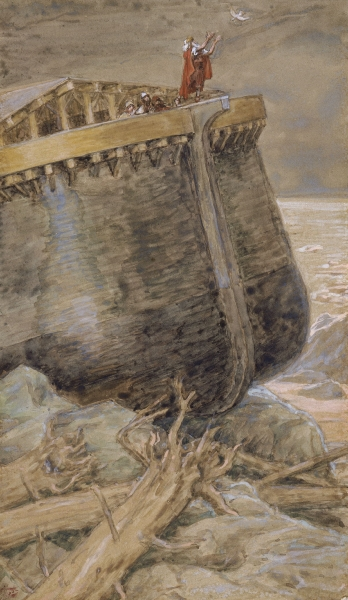
La Colombe revient à Noé

- Le Monde avant le Déluge, William Etty, 1828.

### Adaptations au cinéma
Le récit de l'Arche de Noé a été plusieurs fois adapté au cinéma. Darren Aronofsky en a fait un blockbuster en 2014, Noé. Une version humoristique et animée, Oups ! J'ai raté l'arche..., est sortie en 2015.

### Jeu vidéo
Dans le dernier chapitre de Indiana Jones et le Cercle Ancien, l'arche repose dans une grotte située sous une ziggourat de l'ancienne cité d'Ur, en Irak.